# Система кинематографа
Систе́ма кинемато́графа, Кинематографи́ческая систе́ма — совокупность технических характеристик, заложенных в оборудование для производства и демонстрации кинофильма, определяющие тип применяемого носителя, соотношение сторон изображения на экране и его фотографическое качество, а также тип и характеристики совмещённой фонограммы. Часто эта же совокупность технических параметров называется «кинематографическим форматом».

Расположение кадра в различных форматах на 35-мм киноплёнке. Сверху вниз: классический, кашетированный, «Синемаскоп», «Супер-35» и «Технископ»

## Принципы классификации
Классификация всех существующих кинематографических систем отталкивается прежде всего от применяемого типа носителя, главным образом киноплёнки. Для форматов, использующих киноплёнку, главной характеристикой является её ширина. По этому параметру различаются узкоплёночные форматы (чаще всего — любительские), киносистемы, использующие стандартную перфорированную киноплёнку шириной 35-мм и системы, использующие киноплёнку шириной 70-мм. Все остальные размеры киноплёнки широкого распространения в профессиональном кинематографе не получили. Вторая после ширины киноплёнки характеристика, определяющая формат — соотношение сторон изображения, получаемого на экране. В конечном счёте, киносистема определяется как совокупность типа используемой киноплёнки, размера и расположения кадриков на ней, шага кадра и типа фонограммы. Некоторые системы жёстко регламентируют наличие цветного или чёрно-белого изображения.
Кроме того, форматы делятся на производственные, предназначенные только для изготовления рабочего негатива или контратипа, и прокатные, пригодные как для создания рабочих материалов, так и для изготовления прокатных совмещённых фильмокопий.

### Профессиональные киносистемы
В профессиональном кинематографе наибольшее распространение получила 35-мм киноплёнка, которая используется для съёмки фильмов классического формата, широкоэкранного и кашетированного. Распространение цифровой технологии Digital Intermediate и резкий рост фотографического качества киноплёнок в последние десятилетия привели к популярности 16-мм киноплёнки, использующейся для съёмки оригинального негатива, рассчитанного на цифровое увеличение до прокатных 35-мм. Кроме того в высокобюджетном кинематографе получила распространение киноплёнка шириной 70-мм из-за своих непревзойдённых технических характеристик и большой информационной ёмкости. На такой киноплёнке основано производство широкоформатных фильмов и фильмов в формате IMAX. Все форматы, использующие киноплёнку 70-мм можно отнести к форматам с широким экраном, то есть с соотношением сторон экрана, большим, чем классическое 1,37:1. «Широкоэкранный бум» в Западной Европе и Америке, породивший большинство форматов с широким экраном, привёл также к созданию ряда систем кинематографа, использующих три и более плёнок для изготовления фильма. Такие форматы кинематографа можно назвать «панорамными» и «кругорамными». Широкого распространения эти киносистемы не получили вследствие своей дороговизны и несовместимости с большинством кинотеатров. Советская классификация относила такие форматы к «киноаттракционам».

### Любительские и узкоспециализированные форматы
Узкоплёночные форматы в настоящее время практически не используются в связи с их полным вытеснением видеокамерами. 16-мм киноплёнка до конца 1980-х использовалась на телевидении для съёмки телерепортажей. После того, как получили распространение компактные (особенно кассетные) форматы видеозаписи и портативные видеокамеры, киноплёнка была вытеснена с телевидения, за исключением производства некоторых телефильмов. В настоящее время для съёмки телесериалов часто применяется киноплёнка формата «Супер-16», использующая для изображения также пространство, оставляемое в традиционном 16-мм формате под фонограмму.
8-мм киноплёнка формата «8 Супер» ограниченно используется в малобюджетном кинематографе.

### Кинематографические системы 3D
Стереокинофильмы могут сниматься как при помощи киносъёмочных аппаратов традиционных «плоских» форматов, скомбинированных попарно, так и при помощи специально спроектированных камер форматов, специально предназначенных для 3D кинематографа. При сдвоенной конструкции разные части стереопары располагаются на разных киноплёнках стандартных киносистем. К форматам, предусматривающим расположение на одной плёнке всей стереопары, относятся отечественный «Стерео-70» и европейский Hi-Fi Stereo-70. Размеры и расположение кадров в этих форматах отличаются от традиционных «плоских». Также существует ряд прокатных форматов фильмокопий, рассчитанных на показ трёхмерного изображения, наибольшее распространение из которых получил формат на 35-мм киноплёнке с расположением кадров стереопары друг над другом.

### Перевод формата
При изготовлении прокатных фильмокопий часто применялась оптическая печать, позволявшая переводить фильм из одной киносистемы в другую. Например, часто фильмы, выходившие в прокат в широком формате на плёнке 70-мм, печатались с широкоэкранного исходного негатива (контратипа), снятого на 35-мм киноплёнке анаморфотной оптикой, и даже с кашетированного негатива УФК или «Супер-35». Многие фильмы печатались оптическим способом на 16-мм киноплёнке для проката в сельских кинопередвижках, и на 8-мм фильмокопиях для просмотра на любительских кинопроекторах. Поэтому определяющим формат фильма фактором является формат исходного материала, который в конечном счёте определяет техническое качество фильма.
Производственные форматы, в которых может быть изготовлен оригинальный негатив фильма, печатаются только оптическим способом. В этом случае перевод формата неизбежен.
При распространении кинофильмов на оптических видеодисках важнейшей характеристикой кинематографической системы является соотношение сторон кадра исходного негатива, поскольку от этого зависит необходимость согласования с видеоэкраном и его способ. Видеокопии, предназначенные для просмотра на телевизоре стандартной чёткости, наилучшим образом согласуются с классическим и немым форматами. Все остальные киносистемы с широкоэкранными соотношениями сторон требуют пансканирования или леттербоксинга. Напротив, видеодиски, выполненные в стандартах телевидения высокой чёткости, наилучшим образом согласуются с кашетированными форматами. Кадр классического формата на диске Blu-Ray требует согласования по технологии Pillarbox, предусматривающей чёрные полосы по бокам экрана. Широкоэкранные форматы чаще всего согласуются при помощи леттербоксинга.

## Фильмы различных кинематографических систем
Приведённые ниже списки сгруппированы по принципу формата негатива фильма, определяющего фактора технических характеристик изображения. Списки эти неполны, поскольку охват всех вышедших в мировой прокат кинокартин невозможен. Наибольший интерес могут представлять списки фильмов, снятых в малораспространённых и устаревших форматах. 16-мм киноплёнка не приведена потому, что в профессиональном кинематографе до последнего времени она не использовалась. Фильмокопии, изготовленные на такой киноплёнке, печатались с негативов обычного или других форматов, снятых на 35-мм киноплёнке. Последние десятилетия для производства телесериалов широко используется формат «Супер-16», однако, список таких фильмов был бы настолько велик, что ни одна статья не способна его вместить.

## Фильмы, снятые в различных системах на плёнку 65-мм и 70-мм
Большинство иностранных широкоформатных киносистем предусматривают съёмку на негативную плёнку шириной 65 мм с последующей печатью на 70-мм позитив, единый для всех широких форматов. Исключение составляет только советская система НИКФИ и некоторые варианты западных, использующие 70-мм негатив.
Широкоформатные фильмы превосходят по техническому качеству изображения все остальные. Однако фильмокопии, предназначенные для широкого проката, могли печататься оптическим способом в различных 35-мм широкоэкранных форматах, а также в классическом и узкоплёночных с обрезкой части изображения. Такие копии уступали по техническому качеству отпечатанным в оригинальном формате, но годились для широкой сети кинопроката, не оснащённой широкоформатной проекцией. Широкоформатные фильмокопии снабжаются шестиканальной магнитной фонограммой на дорожках, нанесённых на киноплёнку. В настоящее время, с распространением в кино цифровой звукозаписи, такие фильмы дополнительно снабжаются цифровой фонограммой на отдельном оптическом диске, который синхронизируется с изображением по временному коду.

### Первые кинофильмы, снятые в широком формате
Попытки внедрить в кинопроизводство широкую плёнку связаны, главным образом, со стремлением разместить на фильмокопии высококачественную оптическую фонограмму. Великая депрессия и появление классического формата, успешно разместившего звуковую дорожку, отложили развитие широкоформатного кинематографа до середины века. Первые фильмы, снятые на широкую киноплёнку, демонстрировались в единичных кинотеатрах, поскольку большинство кинопрокатчиков избегали дорогостоящего переоборудования своих киноустановок. В списке после года выхода фильма указана использованная широкоформатная киносистема.
- «Американские горки» (Roller coaster Ride 1926, Natural Vision)
- «Ниагарский водопад» (Niagara Falls 1926, Natural Vision)
- «Кампус влюблённых» (Campus Sweethearts 1929, Natural Vision)
- «Новости Фокс Грандер» (Fox Grandeur News 1929, Grandeur)
- «Музыкальное безумие Фокс» (Fox Movietone Follies of 1929, 1929 Grandeur)
- «Счастливые времена» (Happy Days, 1930 Grandeur)
- «Моё сердце поёт» (Song o' My Heart, 1930 Grandeur)
- «Большая тропа» (The Big Trail, 1930 Grandeur)
- «Судьба» (Kismet, 1930 VitaScope)
- «Солдатская игрушка» (A Soldiers Plaything, 1930 VitaScope)
- «Плеть» (The Lash, 1930 VitaScope)
- «Малыш Билли» (Billy the Kid, 1930 Realife)
- «Шёпот вампира» (The Bat Whispers, 1930 Magnifilm)
- «Огни опасности»[П 3] (Danger Lights, 1930 Natural Vision)
- «Великое поле» (The Great Meadow, 1931 Realife)

### Todd-AO
Первый массовый формат, ставший прототипом для большинства широкоформатных киносистем. Большая часть фильмокопий печаталась в этом же формате, однако часть тиражей выходила на 35-мм киноплёнке с анаморфированием, в том числе в формате «Тодд-АО Синестейдж». Не следует путать широкоформатный «Todd-AO» с его анаморфированной разновидностью «Тодд-АО 35», которая является клоном формата «Синемаскоп» на 35-мм киноплёнке. Фильмы в нижеприведённом списке сняты только в широкоформатном «Тодд-АО» с соотношением сторон 2,2:1.
- «Оклахома!»[9][П 4] (Oklahoma! США, 1955)
- «Вокруг света за 80 дней»[10][П 5] (Around the World In 80 Days США, 1956)
- «Великолепный Тодд-АО» (The Miracle of Todd-AO США, 1956)
- «Тодд-АО наступает» (The March of Todd-AO США, 1956)
- «Южный Пасифик»[11] (South Pacific США, 1958)
- «Порги и Бесс»[12] (Porgy and Bess США, 1959)
- «Кан-кан» (Can-Can США, 1960)
- «Запах тайны» (Scent of Mystery США, 1960)
- «Форт Аламо» (The Alamo США, 1960)
- «Клеопатра»[13] (Cleopatra США, 1963)
- «Человек в пятом измерении» (Man In The 5th Dimension США, 1964)

«Агония и экстаз» (The Agony and the Ecstasy США, 1965)
- «Звуки музыки»[14] (The Sound of Music США, 1965)

«Воздушные приключения» (Those Magnificent Men in Their Flying Machines Великобритания, 1965)
- «Библия. Начало»[15][П 6] (The Bible…In the Beginning США, Италия 1966)
- «Доктор Дуллитл» (Doctor Dolittle США, 1967)
- «Звезда!» (Star! Канада, 1968)
- «Хелло, Долли!»[16] (Hello Dolly! США, 1969)
- «Кракатау, восточная Ява» (Krakatoa — East of Java США, 1969)
- «Паттон»[П 6] (Patton США, 1970)
- «Аэропорт»[17] (Airport США, 1970)
- «Последняя долина»[18] (The Last Valley США, Великобритания 1971)
- «Барака» (Baraka США, 1992)

### Super Panavision 70 и Panavision System 65
Формат, полностью аналогичный «Тодд-АО». Отличие состоит только в названии применяемых киносъёмочных объективов, выпускавшихся компанией Panavision. В начале 1990-х годов с выходом на рынок новой линейки киносъёмочной аппаратуры, этот формат стал называться «Панавижн Систем 65» (англ. Panavision System 65). В этом виде он используется до сегодняшнего дня. Фильмокопии печатаются преимущественно в оригинальном формате с соотношением сторон 2,2:1. Для обычных кинотеатров, не оснащённых широкоформатными кинопроекторами печатаются широкоэкранные фильмокопии на 35-мм киноплёнке.
- «Большой рыбак»[20] (США, 1959)
- «Исход»[21] (США, 1960)
- «Вестсайдская история»[22] (США, 1961)
- «Лоуренс Аравийский»[23] (США, Великобритания 1962)
- «Моя прекрасная леди»[24] (США, 1964)
- «Cheyenne Autumn» (США, 1964)
- «Lord Jim» (США, 1965)
- «Большой приз»[25] (США, 1966)
- «Космическая одиссея 2001 года»[26] (США, Великобритания 1968)
- «Ледяная станция Зебра» (США, 1968)
- «Читти-читти Бэнг-бэнг» (США, 1968)
- «Золото Маккенны»[27][П 7] (США, 1969)
- «Песня Норвегии» (США, 1970)
- «Дочь Райана» (США, 1970)
- «Всадник»[П 7] (США, 1971)
- «Трон» (США, 1982)
- «Мозговой штурм» (США, 1983)
- «Далеко-далеко»[28][П 8] («Панавижн Систем 65» США, 1992)
- «Гамлет» («Панавижн Систем 65» США, Великобритания 1996)
- «Свидетель» (Короткометражный. «Панавижн Систем 65» США, 1998)
- «Начало» (Ключевые сцены. «Панавижн Систем 65» США, Великобритания 2010)
- «Самсара» («Панавижн Систем 65» США, 2011)
- «Белоснежка и охотник» (Отдельные панорамные сцены. «Панавижн Систем 65» США, 2012)
- «Мастер» («Панавижн Систем 65» США, 2012)

### Superpanorama
Западноевропейский формат, также известный под названием «MCS 70». Аналогичен форматам «Тодд-АО» и «Супер Панавижн 70» и обладает тем же соотношением сторон 2,2:1. Фильмокопии могли печататься как в оригинальном формате на плёнке 70-мм, так и широкоэкранные на плёнке 35-мм.
- «Летающий клипер» (Flying Clipper ФРГ, 1962)
- «Шахерезада» (Shéhérazade, 1963)
- «Чёрный Тюльпан» (La Tulipe noire Франция, Италия, Испания, 1964)
- «Однорукий» (Old Shatterhand, ГДР, Югославия 1964)
- «Хижина дяди Тома» (Uncle Tom’s Cabin ФРГ, 1965)
- «Забавный конгресс» (Der Kongress Amuesiert Sich, Франция, Австрия, ФРГ 1966)
- «Король пампасов» (Savage Pampas, 1966)
- «Доктор Коппелиус» (Dr. Coppelius Великобритания, 1966)
- «Ночь прощания»[П 9] (La Nuit des Adieux Франция, 1966)
- «Ференц Лист» (The Loves of Liszt Венгрия, СССР, ГДР 1970)

### Hi-Fi Stereo-70
Западноевропейский стереоформат, аналогичный советскому «Стерео-70», но использующий анаморфотные объективы и кадр 2,35:1. Широкого распространения не получил.
- «Смерть за твоей спиной» (With Death of your Back ФРГ, 1967)
- «Знак оборотня» (Frankenstein’s Bloody Terror Испания, 1968)
- «Любовь в трёх измерениях»[30] (Liebe in drei Dimensionen ФРГ, 1973)

### Ultra Panavision 70/MGM Camera 65
Широкоформатная система с анаморфированием имела самое большое соотношение сторон экрана: 2,75:1. В некоторых случаях использовалась для съёмки отдельных сцен панорамных фильмов «Синерама». Большая часть фильмокопий выходила на 35-мм киноплёнке с анаморфированием и обрезкой до соотношения 2,35:1 с пансканированием.
- «Округ Рэйнтри» (Raintree County, США 1957)
- «Бен Гур» (Ben Hur, США 1959)
- «Простаки за границей» (США, 1959)
- «Мятеж на „Баунти“» (Mutiny on the Bounty, 1962)
- «Этот безумный, безумный, безумный, безумный мир» (It’s a Mad, Mad, Mad, Mad World, 1963)
- «Падение римской империи» (The Fall of the Roman Empire, США)
- «Величайшая из когда-либо рассказанных историй» (The Greatest Story Ever Told, США 1965)
- «Священная тропа» (The Hallelujah Trail, США 1965)
- «Битва в Арденнах» (Battle of the Bulge, Испания 1965)
- «Хартум» (Khartoum, Великобритания 1966)
- «Омерзительная восьмёрка» (The Hateful Eight, США 2015)

### Широкоформатная система НИКФИ (Sovscope70)
Отечественная широкоформатная киносистема НИКФИ разработана на основе системы «Тодд-АО» и обладает соотношением сторон кадра 2,2:1 и шестиканальной магнитной фонограммой. Основная часть фильмокопий печаталась в оригинальном формате для специализированных широкоформатных кинотеатров. Часть тиражей выходила на киноплёнке 35-мм с анаморфированием и одноканальной оптической фонограммой для обычных кинотеатров.
- 1960

«Повесть пламенных лет» (Мосфильм)
- 1962

«Закон Антарктиды» (к/ст им. Довженко)
«Суд сумасшедших» (Мосфильм)
- 1963

«Оптимистическая трагедия» (Мосфильм)
«Крепостная актриса» (Ленфильм)
- 1964

«Зачарованная Десна» (Мосфильм)
«Метель» (Мосфильм)
«Космический сплав» (к/ст им. Довженко)
«Сон» (к/ст им. Довженко)
«Спящая красавица» (Ленфильм)
- 1965

«Год как жизнь» (Мосфильм)
«Залп „Авроры“» (Ленфильм)
«Война и мир» (Мосфильм, 1965-67)
«Герой нашего времени» (к/ст им. Горького, 1965-66)
«Мы, русский народ» (Мосфильм)
«Третья молодость» (La Nuit des Adieux) (Ленфильм — Фильм-Алькам (Франция))
«Ярость» (к/ст им. Довженко)
- 1966

«Дневные звёзды» (Мосфильм)
«Айболит-66» (Мосфильм)
«Бурьян» (к/ст им. Довженко)
«Катерина Измайлова» (Ленфильм)
«Королевская регата» (Мосфильм)
«Три толстяка» (Ленфильм)
«Сказка о царе Салтане» (Мосфильм)
- 1967

«Анна Каренина» (Мосфильм)
«Арена» (Мосфильм)
«Берег надежды» (к/ст им. Довженко)
«Железный поток» (Мосфильм)
«Незабываемое» (Мосфильм)
«Они живут рядом» (Мосфильм)
«Первороссияне» (Ленфильм)
«Свадьба в Малиновке» (Ленфильм)
«Туманность Андромеды» (к/ст им. Довженко)
- 1968

«Вечер накануне Ивана Купала» (к/ст им. Довженко)
«Далеко на западе» (Мосфильм)
«Освобождение» (Мосфильм, при участии ДЕФА (ГДР) — Авала-фильм (СФРЮ) — Дино Де Лаурентис Чинематографика СПА (Италия) — ПРФ-ЗФ — Старт (ПНР))
- 1969

«Дума о британке» (к/ст им. Довженко)
«Голубой лёд» (Ленфильм)
«Директор» (Мосфильм)
«Король гор и другие» (Центрнаучфильм)
«Король манежа» (Мосфильм)
«Почтовый роман» (к/ст им. Довженко)
«Чайковский» (Мосфильм)
«Сюжет для небольшого рассказа» (Мосфильм)
«Красная палатка» (The Red Tent, Мосфильм — Vides Cinematografica (Италия), 1969)
- 1970

«Бег» (Мосфильм)
«Любовь Яровая» (Ленфильм)
«Море в огне» (Мосфильм)
«Чермен» (Грузия-фильм)
- 1971

«Захар Беркут» (к/ст им. Довженко)
«Звёзды не гаснут» (Мосфильм — Азербайджанфильм)
«Молодые» (Мосфильм)
«Люди на Ниле» (Мосфильм — Каиро-фильм (Египет))
«Русское поле» (Мосфильм)
«Сестра музыканта» (Мосфильм)
«Цена быстрых секунд» (Мосфильм)
- 1972

«Белая птица с чёрной отметиной» (к/ст им. Довженко)
«Визит вежливости» (Мосфильм)
«Всегда начеку» (Мосфильм)
«Гонщики» (Ленфильм)
«Сибирячка» (Мосфильм)
«Только ты» (к/ст им. Довженко)
- 1973

«Всадник без головы» (Ленфильм)
«Высокое звание» (Мосфильм, 1973—1974)
«Города и годы» (Мосфильм)
«Возврата нет» (Мосфильм)
«Земля Санникова» (Мосфильм)
«Много шума из ничего» (Мосфильм)
- 1974

«Автомобиль, скрипка и собака Клякса» (Мосфильм)
«Белый башлык» (к/ст им. Довженко)
«Блокада» (Ленфильм, 1974—1977)
«Романс о влюблённых» (Мосфильм)
«Самый жаркий месяц» (Мосфильм)
- 1975

«Воздухоплаватель» (Ленфильм)
«Дерсу Узала» (Мосфильм)
«От зари до зари» (Мосфильм)
«Семья Ивановых» (Мосфильм)
- 1976

«Кафе „Изотоп“» (Мосфильм)
«Табор уходит в небо» (Мосфильм)
«Солдаты свободы» (Мосфильм — За игрални фильм (НРБ) — Мафильм (ВНР) — Зесполы фильмове (ПНР) — Букурешти (СРР) — Баррандов (ЧССР))
«Солнце, снова Солнце» (Мосфильм)
«Театр неизвестного актёра» (к/ст им. Довженко)
- 1977

«Вооружён и очень опасен» (к/ст им. Горького)
«Инкогнито из Петербурга» (Мосфильм)
«Право на любовь» (к/ст им. Довженко)
«Судьба» (Мосфильм)
«Фронт за линией фронта» (Мосфильм)
- 1978

«Всё решает мгновение» (Ленфильм)
«Емельян Пугачёв» (Мосфильм)
«Жнецы» (к/ст им. Довженко)
«Поговорим, брат» (Беларусьфильм — Мосфильм)
«Пока безумствует мечта» (Мосфильм)
«Чёрная берёза» (Беларусьфильм)
«Ярославна, королева Франции» (Ленфильм)
- 1979

«Верой и правдой» (Мосфильм)
«Взлёт» (Мосфильм)
«Вкус хлеба» (Мосфильм — Казахфильм)
«Забудьте слово „смерть“» (Одесская к/ст)
«Здесь, на моей земле» (Мосфильм)
«Крутое поле» (Мосфильм)
«Последняя охота» (Ленфильм)
- 1980

«Вишнёвый омут» (Мосфильм)
«Коней на переправе не меняют» (Мосфильм)
«Лес» (Ленфильм)
«Фантазия на тему любви» (Мосфильм)
«Через тернии к звёздам» (к/ст им. Горького)
«Эскадрон гусар летучих» (к/ст им. Горького)
- 1981

«34-й скорый» (Мосфильм)
«Девушка и Гранд» (Ленфильм)
«Душа» (Мосфильм)
«Лесная песня. Мавка» (к/ст им. Довженко)
«Фронт в тылу врага» (Мосфильм — Баррандов (ЧССР))
«Шляпа» (Мосфильм)
«Ярослав Мудрый» (к/ст им. Довженко)
- 1982

«Василий Буслаев» (к/ст им. Горького)
«Владивосток, год 1918» (к/ст им. Горького)
«Высокий перевал» (к/ст им. Довженко)
«Если враг не сдаётся…» (к/ст им. Довженко)
«Звезда и смерть Хоакина Мурьеты» (к/ст им. Горького)
«Ослиная шкура» (Ленфильм)
«Предисловие к битве» (Мосфильм)
«Тайны святого Юра» (к/ст им. Довженко)
- 1983

«Легенда о княгине Ольге» (к/ст им. Довженко)
«На вес золота» (к/ст им. Довженко)
«Рецепт её молодости» (Мосфильм)
«Скорость» (Ленфильм)
«Экзамен на бессмертие» (к/ст им. Горького)
- 1984

«Блистающий мир» (Мосфильм)
«Герой её романа» (Мосфильм)
«И вот пришёл Бумбо…» (Ленфильм)
«И ещё одна ночь Шахерезады…» (Таджикфильм)
«Первая конная» (Мосфильм)
«Поручить генералу Нестерову…» (Мосфильм)
«Приходи свободным» (к/ст им. Горького)
«Семь стихий» (к/ст им. Горького)
- 1985

«Битва за Москву» (Мосфильм — Баррандов (ЧССР) — ДЕФА (ГДР))
«Жил отважный капитан» (Мосфильм)
«Матвеева радость» (Мосфильм)
«Прыжок» (к/ст им. Довженко)
«Русь изначальная» (к/ст им. Горького)
«Соперницы» (Ленфильм)
«Чёрная стрела» (Мосфильм)
- 1986

«Капитан „Пилигрима“» (к/ст им. Довженко)
«Мама родная, любимая…» (к/ст им. Довженко)
«Перехват» (Мосфильм)
«Постарайся остаться живым» (к/ст им. Горького)
«Проделки в старинном духе» (Мосфильм)
«Прорыв» (Ленфильм)
«Степная эскадрилья» (к/ст им. Горького)
«Там, где нас нет» (Мосфильм)
- 1987

«Байка» (Мосфильм)
«Иван Великий» (Мосфильм)
«Оглашению не подлежит» (Мосфильм)
«Серебряные струны» (Ленфильм)
«Сказка про влюблённого маляра» (Ленфильм)
«Следопыт» (к/ст им. Горького)
«Цыганка Аза» (к/ст им. Довженко)
- 1988

«Без мундира» (Ленфильм)
«Каменная душа» (к/ст им. Довженко)
«На помощь, братцы!» (к/ст им. Горького)
«Раз, два — горе не беда!» (к/ст им. Горького)
«Фантастическая история» (к/ст им. Довженко)
- 1989

«Сирано де Бержерак» (Ленфильм)

### Стерео-70
Советские и российские 3D фильмы, снятые на негатив 70-мм по системе «Стерео-70» (соотношение сторон кадра негатива 2×1.37:1, соотношение сторон на экране 1.37:1), 6-канальная магнитная фонограмма. Часть фильмокопий печатались в формате «Стерео-35А» на 35-мм киноплёнке с анаморфированием и оптической фонограммой. Кроме того, соотношение сторон кадра, совпадающее с «классическим», позволяло печатать с негатива «Стерео-70» плоские фильмокопии обычного формата и узкоплёночные.
- «Нет и да» (Мосфильм, 1966)
- «Таинственный монах» (Мосфильм, 1967)
- «SOS» над тайгой (Мосфильм, 1976)
- «Замурованные в стекле» (к/ст им. Горького, 1978)
- «Всадник на золотом коне» (Мосфильм, 1980)
- «Похищение века» (к/ст им. Горького, 1981)
- «О странностях любви» (Мосфильм, 1983)
- «Ученик лекаря» (к/ст им. Горького, 1983)
- «Шутки в сторону» (к/ст им. Горького, 1984)
- «На златом крыльце сидели» (к/ст им. Горького, 1986)
- «Она с метлой, он в чёрной шляпе» (к/ст им. Горького, 1987)
- «Сувенир для прокурора» (Свердловская к/ст, 1989)
- «Ванька-встанька» (Беларусьфильм — к/ст им. Горького, 1989)
- «Влюблённый манекен» (Актёр кино, 1991)
- «Рысь идёт по следу» (Центрнаучфильм — Роскомкино — Стереокино, 1994)

### DEFA-70
Восточногерманский вариант советской широкоформатной системы НИКФИ. Большая часть фильмокопий печаталась в оригинальном формате с соотношением сторон 2,2:1. Всего отснято 7 полнометражных и несколько документальных фильмов этого формата.
«DEFA 70» (1967)
«Капитан Флориан с мельницы» (Hauptmann Florian von der Mühle, 1968)
«Мой немецкий дневник» (Du bist Min — Ein deutsches Tagebuch, 1969)
- 1970

«Владимир Ильич Ульянов-Ленин» (Wladimir lljitsch Uljanow Lenin)
«Космические сигналы» (Signale — Ein Weltraumabenteuer)
- 1971

«Гойя, или тяжкий путь познания» (Goya — oder Der arge Weg der Erkenntnis)
«Красная капелла» (KLK an PTX — Die Rote Kapelle)
- 1972

«Лютцов» (Lützower)
«Эоломея» (Eolomea)
- 1974

«Орфей в аду» (Orpheus in der Unterwelt)

### Arri 765
Собственный формат компании Arri, выпускающей киносъёмочные аппараты, в том числе широкоформатные. Соотношение сторон кадра стандартное: 2,2:1.
- «BMW 850i» (Германия, 1989)
- «Далеко-далеко» (Far and Away Формат использован для отдельных сцен. США, 1992)
- «Его имя было Иисус» (Jesus was his Name 1992)
- «Маленький Будда» (Little Buddha Формат использован для отдельных сцен. 1993)
- «Эйфелева башня» (Tour Eiffel Германия, 1994)
- «Гамлет» (Hamlet Формат использован для отдельных сцен. США, 1996)
- «Пик Дю Миди» (Pic du Midi Франция, 1996)
- «Свидетель» (The Witness Отдельные сцены сняты в формате «Супер Панавижн 70». США, 1999)
- «100 %» (1999)
- «Завещания» (Testaments Отдельные сцены сняты в формате «Супер Панавижн 70». США, 2000)
- «Лучше не бывает» (As Good as it Gets США, 2006)
- «Элементы, часть 1: Воздух над Берниной» (Elements, part 1: The Air Over Bernina Германия, 2008)
- «Интернэшнл» (The International Последние 5 минут фильма. США, Германия, Великобритания 2009)

### IMAX
Киноплёночный вариант этого формата обеспечивает наивысшее качество изображения на экране, однако это возможно только в том случае, если съёмка производится на негатив того же формата. Соотношение сторон кадра такой киноплёнки составляет 1,34:1. Громоздкость и шумность киносъёмочных аппаратов IMAX не позволяет снимать фильмы целиком в оригинальном формате. Поэтому, современные кинокартины, выходящие в этом формате на киноплёнке и цифровых носителях, снимаются камерами меньшего формата, главным образом, «Супер-35».

## Фильмы, снятые на киноплёнку шириной 55-мм
Единственный формат, существовавший на такой киноплёнке — «Синемаскоп-55» — так и остался экспериментальным. Оригинальное соотношение сторон изображения составляло 2,55:1. Фильмокопии печатались на 35-мм киноплёнке в широкоэкранных форматах с обрезкой до соотношения 2,35:1, поскольку разработанный формат позитива, отличавшийся от негатива, так и не был использован ни разу.

### CinemaScope 55
- «Карусель» (Carousel, США 1956)
- «Король и Я» (The King and I, 1956)
- «Великолепный вояж» (De Luxe Tour, 1957)

## Фильмы, снятые в различных форматах на плёнку 35-мм
Это самый распространённый формат киноплёнки, кинопроекторы для которого найдутся в любом кинотеатре мира. Фильмокопии на такой киноплёнке могут изготавливаться в том числе и с широкоформатных негативов при помощи оптической печати, и даже с негатива «Супер-16». Звуковые фильмы на 35-мм киноплёнке с 1920-х годов снабжались аналоговой оптической фонограммой переменной ширины или плотности. Современные фильмокопии также обладают аналоговой фотографической фонограммой Dolby SR, но кроме неё дополнительно печатаются цифровые фонограммы SDDS и Dolby Digital, а также временной код для синхронизации фонограммы DTS на отдельном компакт-диске.

### Формат немого кинематографа
Самый первый массовый кинематографический формат на киноплёнке 35-мм, изобретённый ещё Эдисоном. Этот формат не предусматривал наличия оптической фонограммы на фильмокопии, и поэтому изображение занимало всю ширину между перфорациями, имея размер 18×24 мм. Соотношение сторон кадра немого фильма составляло 1,33:1. Считается, что современный формат «Супер-35» полностью повторяет размеры и расположение кадра немого формата.
Прокатные фильмокопии немых фильмов печатались в том же формате контактным способом. При оптической печати немой кадр почти полностью вписывается в классический, но в современном кинематографе немые съёмки используются только в качестве архивных кадров или киноцитат и могут быть напечатаны оптическим способом в любом формате с потерей частей изображения.
- «Прибытие поезда на вокзал Ла-Сьота» (Франция, 1896)
- «Путешествие на Луну» (Франция, 1902)
- «Большое ограбление поезда» (США, 1903)
- «Вампиры» (Франция, 1915)
- «Рождение нации» (США, 1915)
- «Нетерпимость» (США, 1916)
- «Голем: как он пришёл в мир» (Германия, 1920)
- «Кабинет доктора Калигари» (Германия, 1920)
- «Носферату. Симфония ужаса» (Германия, 1922)
- «Доктор Мабузе, игрок» (Германия, 1922)
- «Колесо» (Франция, 1923)
- «Последний человек» (Германия, 1924)
- «Алчность» (США, 1924)
- «Антракт» ([Франция, 1924)
- «Аэлита» (СССР, 1924)
- «Менильмонтан» (Франция, 1924—1925)
- «Стачка» (СССР, 1925)
- «Броненосец „Потёмкин“» (СССР, 1925)
- «Золотая лихорадка» (США, 1925)
- «Большой парад» (США, 1925)
- «Орочи» (Япония, 1925)
- «Мать» (СССР, 1926)
- «Генерал» (США, 1926)
- «Страницы безумия» (Япония, 1926)
- «Восход солнца» (США, 1927)
- «Метрополис» (Германия, 1927)
- «Фауст» (Германия, 1927)
- «Наполеон» (Франция, 1927)
- «Толпа» (США, 1928)
- «Страсти Жанны д’Арк» (Франция, 1928)
- «Цирк» (США, 1928)
- «Человек с киноаппаратом» (СССР, 1929)
- «Ящик Пандоры» (Германия, 1929)
- «Андалузский пёс» (Франция, 1929)
- «Огни большого города» (США, 1931)
- «Родиться-то я родился…» (Япония, 1932)
- «Танцовщица из Идзу: Там, где распускаются цветы любви» (Япония, 1933)

### Классический формат
Каким бы длинным ни был список фильмов классического формата, он всё равно будет неполным, поскольку подавляющее большинство кинопроизведений за всю историю звукового кинематографа сняты в этом формате. В 1932 году Американской Академией киноискусства было узаконено соотношение сторон кадра классического формата 1,37:1, ставшее стандартом не только для художественного кино, но и для хроникально-документального, научно-популярного, мультипликации и большинства видов исследовательских съёмок. До начала 1950-х весь профессиональный кинематограф пользовался исключительно классическим форматом, кроме кинохроники, часть которой снималась на плёнку 16-мм.
- «Юность Максима» (СССР, 1934)
- «Семеро смелых» (СССР, 1936)
- «Цирк» (СССР, 1936)
- «Возвращение Максима» (СССР, 1937)
- «Выборгская сторона» (СССР, 1938)
- «Весна» (СССР, 1947)
- «Карнавальная ночь» (СССР, 1956)
- «В джазе только девушки» (США, 1959)
- «Вечера на хуторе близ Диканьки» (СССР, 1961)
- «Самогонщики» (СССР, 1961)
- «Человек-амфибия» (СССР, 1961).
- «Добро пожаловать, или Посторонним вход воспрещён» (СССР, 1964)
- «Операция «Ы» и другие приключения Шурика» (СССР, 1965)
- «Берегись автомобиля» (СССР, 1966)
- «Кавказская пленница» (СССР, 1966)
- «Джентльмены удачи» (СССР, 1971)
- «Иван Васильевич меняет профессию» (СССР, 1973)
- «Зеркало» (СССР, 1974)
- «Голова-ластик» (США, 1977)
- «Неоконченная пьеса для механического пианино» (СССР, ФРГ 1977)
- «Служебный роман» (СССР, 1977)
- «Безымянная звезда» (СССР, 1978)
- «Репетиция оркестра» (Италия, ФРГ 1978)
- «Дознание пилота Пиркса» (СССР, Польша 1978)
- «Сталкер»[34] (СССР, 1979)
- «Торпедоносцы» (СССР, 1983)
- «Жестокий романс» (СССР, 1984)
- «Иди и смотри»[35] (СССР, 1985)
- «Дежа вю» (СССР, Польша 1988)
- «Чокнутые» (СССР, 1991)

### Кашетированные
Широкоэкранные фильмы, снятые сферическим (аксиально-симметричным) объективом на кадр уменьшенной по сравнению с классическим высоты с соотношением сторон 1,66:1 или 1,85:1. Первое значение было принято в Европе и СССР, тогда как второе с более широким экраном — в США и Северной Америке. Некоторые фильмы, снятые со скрытым кашетированием, для проката в разных странах печатались с различным соотношением сторон, а на видеорелизах VHS и DVD могли выпускаться с соотношением сторон экрана 4:3, используя весь кадр негатива. В отечественный прокат могли выходить как в кашетированном варианте для обычных кинотеатров, так и в широкоформатном варианте на плёнке 70-мм с 6-канальным стереозвуком.
Список фильмов, снятых в кашетированных форматах, будь он полным, лишь немногим уступил бы длиной списку классических фильмов, поскольку до сих пор большинство кинокартин снимается по такой технологии, заметно потеснившей все остальные широкоэкранные системы. В международной классификации такой кадр называется словом Flat, то есть «плоский», что буквально означает отсутствие анаморфирования. Кашетированные фильмы наилучшим образом вписываются в стандарт телевидения высокой чёткости с соотношением сторон 16:9, заполняя весь экран.
- «Окно во двор» (1,66:1 США, 1954)
- «101 далматинец»[36] (1,75:1 США, 1961)
- «Восемь с половиной» (1,85:1 Италия, 1963)
- «Фотоувеличение» (1,85:1 США, Великобритания, Италия 1966)
- «Запыхавшись» (Италия, Франция 1967)
- «Вздёрни их повыше» (1,85:1 США, 1968)
- «Заводной апельсин» (США, Великобритания 1971)
- «Соломенные псы» (США, Великобритания 1971)
- «Кабаре» (США, 1972)
- «Крёстный отец» (США, 1972)
- «Амаркорд» (Италия, Франция 1973)
- «Афера» (1,85:1 США, 1973)
- «Великолепный» (Франция, Италия 1973)
- «Крёстный отец 2» (США, 1974)
- «Барри Линдон» (Великобритания, 1975)
- «Пролетая над гнездом кукушки» (США, 1975)
- «Старое ружьё» (Франция, ФРГ 1975)
- «Блеф» (1,85:1 Италия, 1976)
- «Посвящается Стелле» (Италия, Япония 1976)
- «Таксист» (США, 1976)
- «Частный детектив»[37] (L’alpagueur 1976, Франция)
- «Каскадёры» (США, 1977)
- «Следователь по прозвищу „Шериф“» (США, 1978)
- «Федора» (США, 1978)
- «Калигула» (США, Италия 1979)
- «Крамер против Крамера» (1,85:1 США, 1979)
- «Ангар 18»[38] (1,85:1 США, 1980)
- «Бум» (1,66:1 Франция, 1980)
- «Инспектор-разиня» (1,66:1 Франция, 1980)
- «Сияние» (США, Великобритания 1980)
- «Укол зонтиком»[39] (Le coup du parapluie, 1980, Франция)
- «Ас из асов»[40] (1,66:1 Франция, ФРГ 1982)
- «Ностальгия» (Италия, Франция, СССР 1983)
- «Папаши» (1,66:1 Франция, 1983)
- «Однажды в Америке» (США, Италия 1984)
- «Откройте, полиция!» (Франция, 1984)
- «Полицейская академия» (1,85:1 США, 1984)
- «Терминатор»[41] (1,85:1 США, 1984)
- «Коммандо» (США, 1985)
- «Миранда» (Италия, 1985)
- «Назад в будущее»[42] (Кроме спецэффектов США, 1985)
- «Полицейская академия 2: Их первое задание» (1,85:1 США, 1985)
- «Девять с половиной недель» (1,85:1 США, 1986)
- «Джинджер и Фред» (Италия, Франция, ФРГ 1986)
- «Жертвоприношение» (Швеция, Великобритания, Франция 1986)
- «Кобра» (США, 1986)
- «Полицейская академия 3: Переподготовка» (1,85:1 США, 1986)
- «Сальвадор» (1,85:1 США, 1986)
- «Чужие»[43] (1,85:1 США, Великобритания 1986)
- «Асса»[44] (1,85:1 СССР, 1987)
- «Доброе утро, Вьетнам» (1,85:1 США, 1987)
- «Переключая каналы» (1,85:1 США, 1987)
- «Сердце Ангела» (США, 1987)
- «Хищник» (США, 1987)
- «Цельнометаллическая оболочка» (США, 1987)
- «Человек с бульвара Капуцинов» (1,66:1 СССР, 1987)
- «Отпетые мошенники»[45] (США, 1988)
- «Студентка» (1,66:1 Франция, Италия 1988)
- «Успеть до полуночи» (1,85:1 США, 1988)
- «Человек дождя» (1,85:1 США, 1988)
- «Назад в будущее 2»[46] (Кроме спецэффектов США, 1989)
- «Вспомнить всё» (США, 1990)
- «Назад в будущее 3»[47] (Кроме спецэффектов США, 1990)
- «Один дома» (США, 1990)
- «Откройте, полиция! 2» (Франция, 1990)
- «Молчание ягнят» (1,85:1 США, 1991)
- «В осаде» (1,85:1 США, 1992)
- «Один дома 2: Потерявшийся в Нью-Йорке» (США, 1992)
- «Беглец» (1,85:1 США, 1993)
- «Настоящая Маккой» (1,85:1 США, 1993)
- «Джуниор» (США, 1994)
- «Четыре комнаты» (США, 1995)
- «Квартирка Джо» (1,85:1 США, 1996)
- «Бэтмен и Робин» (США, Великобритания 1997)
- «Один дома 3» (США, 1997)
- «Анализируй это» (США, 1999)
- «С широко закрытыми глазами» (США, Великобритания 1999)
- «Знакомство с родителями» (США, 2000)
- «Звонок» (США, Япония 2002)
- «О, женщины!» (Италия, 2003)
- «Откройте, полиция! 3» (Франция, 2003)
- «Война миров» (1,85:1 США, 2005)

### CinemaScope
Первая широкоэкранная система с анаморфированием на 35-мм киноплёнке называлась «Синемаскоп» и обеспечивала изображение с соотношением сторон от 2,55:1 до 2,35:1. Количество её клонов, придуманных киностудиями, чтобы не платить отчисления правообладателю системы — студии «20th Century Fox» — исчисляются десятками. Оригинальный «Синемаскоп» использовался до 1967 года, а после этого уступил место системе «Панавижн» с аналогичными характеристиками. По замыслу создателей системы, она предусматривала изготовление только цветных фильмов, однако с 1956 по 1959 годы выпущено несколько чёрно-белых фильмов, в спецификации которых указана система «Регалскоп» (англ. Regalscope), являющаяся чёрно-белой версией «Синемаскоп».
- 1953

«Плащаница» (The Robe, США)
«Как выйти замуж за миллионера» (How to Marry a Millionaire, США)
«12 милями ниже рифа» (Beneath the 12-Mile Reef, США)
«Король винтовок» (King of the Khyber Rifles, США)
«Рыцари круглого стола» (Knights of the Round Table, США)
- 1954

«20 000 лье под водой» (20,000 Leagues Under the Sea, США)
«Звезда родилась» (A Star Is Born, США)
«Приключения Али-Бабы» (Adventures of Hajji Baba, США)
«Плохой день в Блэк Роке» (Bad Day at Black Rock, США)
«Чёрная вдова» (Black Widow, США)
«Бригадун» (Brigadoon, США)
«Рассеянный Лэнс» (Broken Lance, США)
«Кармен Джонс» (Carmen Jones, США)
«Деметрий и гладиаторы» (Demetrius and the Gladiators, США)
«Дезири» (Desiree, США)
«Бой барабанов» (Drum Beat, США)
«Сады зла» (Garden of Evil, США)
«Зелёное пламя» (Green Fire. США)
«Огонь и вода» (Hell and High Water, США)
«Высокий и сильный» (High and the Mighty, США)
«Король Ричард и крестоносцы» (King Richard and the Crusaders, США)
«Снова Джон Сильвер» (Long John Silver, США, Австралия)
«Я — счастливчик» (Lucky Me, США)
«Новые лица» (New Faces, США)
«Ночные люди» (Night People, США)
«Принц Вэлиант» (Prince Valiant, США)
«Король страха» (Ring of Fear, США)
«Река, не текущая вспять» (River of No Return, США)
«Розмари» (Rose Marie, США)
«Семь невест для семерых братьев» (Seven Brides For Seven Brothers, США)
«Клеймо язычника» (Sign of the Pagan, США)
«Сидящий бык» (Sitting Bull, США)
«Чёрный щит Фолворта» (The Black Shield of Falworth, США)
«Команда» (The Command, США)
«Египтянин» (The Egyptian, США)
«Путешествие королевы Елизаветы и принца Филиппа» (The Royal Tour of Queen Elizabeth and Prince Phillip, Великобритания)
«Серебряная чаша» (The Silver Chalice, США)
«Принц-студент» (The Student Prince, США)
«Прекрасный шоу-бизнес» (There’s No Business Like Show Business, США)
«Три монеты в фонтане» (Three Coins In The Fountain, США)
«Кошачий след» (Track of the Cat, США)
«Мир женщин» (Woman’s World, США)
- 1955

«По имени Питер» (A Man Called Peter, США)
«Под дулом пистолета» (At Gunpoint, США)
«Боевой клич» (Battle Cry, США)
Bedevilled
«Кровавая аллея» (Blood Alley, США)
«Капитан Лайтфут» (Captain Lightfoot, США)
«Бешеная лошадь» (Chief Crazy Horse, США)
«Считай деревья и молись» (Count Three and Pray, США)
«Папины длинные ноги» (Daddy Long Legs, США)
«К востоку от рая» (East of Eden, США)
«Джентльмены женятся на брюнетках» (Gentlemen Marry Brunettes, США)
«Доброе утро, мисс Дав» (Good Morning, Miss Dove, США)
«Мальчики и куколки» (Guys and Dolls, США)
«Топни по палубе» (Hit the Deck, США)
«Бамбуковый дом» (House of Bamboo, США)
«Как стать популярным» (How To Be Very, Very Popular, США)
«Я умирал тысячи раз» (I Died a Thousand Times, США)
«Прерванная мелодия» (Interrupted Melody, США)
«Собачья жизнь» (It’s a Dog’s Life, США)
«Всегда хорошая погода» (It’s Always Fair Weather, США)
«Подруга Юпитера» (Jupiter’s Darling, США)
«Судьба» (Kismet, США)
«Леди и Бродяга» (Lady and the Tramp, США)
«Земля фараонов» (Land of the Pharaohs, США)
«Лола Монтес» (Lola Montes, Франция, Германия)
«Обаяние любви» (Love Is a Many Splendored Thing США)
«Люби или уходи» (Love Me or Leave Me, США)
«Через широкие реки» (Many Rivers to Cross, США)
«Мистер Робертс» (Mister Roberts, США)
«Мунфлит» (Moonfleet, США)
«Моя сестра Эйлин» (My Sister Eileen, США)
«О, Розалинда!» (Oh Rosalinda!, Великобритания)
«Блюз Пита Келли» (Pete Kelly’s Blues, США)
«Пикник» (Picnic, США)
«Король игры» (Prince of Players, США)
«Квентин Дорвард» (Quentin Durward, США)
«Бунтарь без причины» (Rebel Without a Cause, США)
«Солдат удачи» (Soldier of Fortune, США)
«Буря над Нилом» (Storm Over The Nile, Великобритания)
«Чужая в городе» (Strange Lady in Town, США)
«Эта леди» (That Lady Испания, Великобритания)
«Паутина» (The Cobweb, США)
«Билли Митчелл под трибуналом» (The Court-Martial of Billy Mitchell, США)
«Синее-синее море» (The Deep Blue Sea, Великобритания)
«Девушка в розовом платье» (The Girl in the Red Velvet Swing, США)
«Индеец» (The Indian Fighter, США)
«Человек из Кентукки» (The Kentuckian, США)
«Королевский вор» (The King’s Thief, США)
«Последний рубеж» (The Last Frontier, США)
«Левая рука Бога» (The Left Hand Of God, США)
«Длинная серая линия» (The Long Gray Line, США)
«Великолепный матадор» (The Magnificent Matador, США)
«Человек из Ларами» (The Man from Laramie, США)
«История Макконнела» (The McConnell Story, США)
«Таинство Пикассо» (The Mystery of Picasso, Франция)
«Блудный» (The Prodigal, США)
«Фиолетовая маска» (The Purple Mask, США)
«Гонщики» (The Racers, США)
«Дожди Ранчипура» (The Rains of Ranchipur, США)
«Алый плащ» (The Scarlet Coat, США)
«Морская охота» (The Sea Chase, США)
«Второй лучший секс» (The Second Greatest Sex, США)
«Семь золотых городов» (The Seven Cities of Gold, США)
«Зуд седьмого года» (The Seven Year Itch, США)
«Высокие мужчины» (The Tall Men, США)
«Нежная ловушка» (The Tender Trap, США)
«Вид из головы Помпея» (The View from Pompey’s Head, США)
«Неистовые» (The Violent Men, США)
«Королева-девственница» (The Virgin Queen, США)
«Воины» (The Warriors)
«Трое на выставке» (Three for the Show, США)
«В ад и обратно» (To Hell And Back, США)
«Неукротимый» (Untamed, США)
«Страшная суббота» (Violent Saturday, США)
«Белое перо» (White Feather, США)
«Уичита» (Wichita, США)
- 1956

«23 шага до Бейкер-стрит» (23 Paces to Baker Street, США)
«Поцелуй перед смертью» (A Kiss Before Dying, США)
«Александр великий» (Alexander the Great США, Испания)
«Анастасия» (Anastasia, США)
«Бандито» (Bandido, США)
«Корзина мексиканских историй» (Basket of Mexican Tales)
«Между небом и землёй» (Between Heaven and Hell, США)
«Превращение» (Bhowani Junction США, Великобритания)
«Больше, чем жизнь» (Bigger Than Life, США)
«Автобусная остановка» (Bus Stop, США)
«Каньон» (Canyon River)
«Команчи» (Comanche)
«Шестое июня» (D-Day the Sixth of June, США)
«Дайан» (Diane, США)
«Запретная планета» (Forbidden Planet, США)
«Четыре горожанки» (Four Girls in Town, США)
«Габи» (Gaby)
«Елена троянская» (Helen of Troy США, Италия, Франция)
«Ад бухты Фриско» (Hell on Frisco Bay, США)
«Хильда Крэйн» (Hilda Crane, США)
«Горячая кровь» (Hot Blood, США)
«Джубал» (Jubal, США)
«Всё достаётся проигравшему» (Loser Takes All, Великобритания)
«Люби меня нежно» (Love Me Tender, США)
«Жажда жизни» (Lust for Life, США)
«Встречай меня в Лас-Вегасе» (Meet Me in Las Vegas, США)
«Оазис» (Oasis)
«Одонго» (Odongo, Великобритания)
«На пороге космоса» (On the Threshold of Space, США)
«Тихий океан судьбы» (Pacific Destiny, Великобритания)
«Столпы неба» (Pillars of the Sky, США)
«Сафари» (Safari)
«Спутник в небе» (Satellite in the Sky, Великобритания)
«Секрет жизни» (Secrets of Life)
«Яростный дилижанс» (Stagecoach to Fury)
«Чай и сочувствие» (Tea and Sympathy, США)
«Мятежный подросток» (Teenage Rebel, США)
«Дочь посла» (The Ambassador’s Daughter, США)
«Хозяин ущелья» (The Beast of Hollow Mountain, США)
«Всё лучшее в жизни — бесплатно!» (The Best Things In Life Are Free, США)
«Бутылочное дно» (The Bottom of the Bottle, США)
«Отважный» (The Brave One, США)
«Холмы в огне» (The Burning Hills, США)
«Герои раковины» (The Cockleshell Heroes, Великобритания)
«Завоеватель» (The Conqueror, США)
«История Эдди Датчина» (The Eddy Duchin Story, США)
«Первый техасец» (The First Texan, США)
«Девушка тут не поможет» (The Girl Can’t Help It, США)
«Крутой маршрут» (The Great Locomotive Chase, США)
«Четыре королевы одного короля» (The King and Four Queens, США)
«Последняя охота» (The Last Hunt, США)
«Последний фургон» (The Last Wagon, США)
«Лейтенант в юбке» (The Lieutenant Wore Skirts, США)
«Человек в сером фланелевом костюме» (The Man in the Gray Flannel Suit, США)
«Человек, которого не было» (The Man Who Never Was, Великобритания)
«Противоположный пол» (The Opposite Sex, США)
«Власть и награда» (The Power and the Prize, США)
«Гордый» (The Proud Ones, США)
«Бунт Мейми Стовер» (The Revolt of Mamie Stover, США)
«Охотники за акулами» (The Sharkfighters, США)
«Лебедь» (The Swan, США)
«Чайная церемония» (The Teahouse Of the August Moon, США, Япония)
«Трое в лодке» (Three Men in a Boat, Великобритания)
«Трапеция» (Trapeze, США)
«Дань плохому человеку» (Tribute To A Bad Man, США)
«Поход в гордые земли» (Walk The Proud Land, США)
«Все фургоны на Запад!» (Westward Ho the Wagons!, США)
«Бесконечный мир» (World Without End, США)
«Тебе не убежать» (You Can’t Run Away from It, США)
- Чёрно-белые фильмы системы «Регалскоп»:

«Чёрный кнут» (The Black Whip, США)
«Десперадос в городе» (The Desperadoes Are in Town, США)
- 1957

«Прощай, оружие!» (A Farewell to Arms, США)
«Горсть снега» (A Hatful of Rain, США)
«Тигр действует» (Action of the Tiger, США, Великобритания)
«Незабываемый роман» (An Affair to Remember, США)
«И Бог создал женщину» (And God Created Woman, Франция, Италия)
«Любовь Эйприл» (April Love, США)
«Боевой гимн» (Battle Hymn, США)
«Бернардин» (Bernardine, США)
«Горькая победа» (Bitter Victory, США, Франция)
«Бомбардировщики Б-52» (Bombers B-52, США)
«Мальчик и дельфин» (Boy on a Dolphin, США)
«Ворота в Китай» (China Gate, США)
«Создание женщины» (Designing Woman, США)
«Телефон» (Desk Set, США)
«Не подходи к воде!» (Don’t Go Near The Water, США)
«Битва Уэльских драгун» (Dragoon Wells Massacre, США)
«Огонь из преисподней» (Fire Down Below, США)
«Сорок стволов» (Forty Guns, США)
«Пушка для труса» (Gun For a Coward, США)
«Слава пушек» (Gun Glory, США)
«Бог знает, мистер Аллисон» (Heaven Knows Mr. Allison, США)
«Высокий полёт» (High Flight, Великобритания)
«Анатомия эпидемии» (House of Numbers, США)
«Как убить богатого дядюшку» (How To Murder a Rich Uncle, Великобритания)
«Интерлюдия» (Interlude, США)
«Солнечный остров» (Island in the Sun, США)
«Стамбул» (Istanbul, США)
«Джо Баттерфлай» (Joe Butterfly, США)
«Я и Келли» (Kelly and Me, США)
«Поцелуй их за меня» (Kiss Them for Me, США)
«Последний плохой» (Last of the Badmen, США)
«Девушки» (Les Girls, США)
«Будем счастливы!» (Let’s Be Happy, Великобритания)
«Потерянный континент» (Lost Continent, Италия)
«Испуганный» (Man Afraid, США)
«Человек в тени» (Man in the Shadow, США)
«Тысячеликий» (Man of a Thousand Faces, США)
«Мистер Кори» (Mister Cory, США)
«Мой мужчина по имени Годфри» (My Man Godfrey, США)
«Аванс не принимается» (No Down Payment, США)
«Ах, мужчины! Ах, женщины!» (Oh Men! Oh Women!, США)
«Пейтон Плейс» (Peyton Place, США)
«Интерпол» (Pick Up Alley, Великобритания)
«Куантез» (Quantez, США)
«Скандал в Сорренто» (Scandal in Sorrento, Италия)
«Морячка» (Sea Wife, Великобритания)
«Шёлковые чулки» (Silk Stockings, США)
«Смайли» (Smiley, США, Великобритания)
«Остановка перед Токио» (Stopover Tokyo, США)
«Тэмми и холостяк» (Tammy and the Bachelor, США)
«10 000 спален» (Ten Thousand Bedrooms, США)
«Барреты с Уимпол-стрит» (The Barretts of Wimpole Street, Великобритания)
«Мост через реку Квай» (The Bridge on the River Kwai, США, Великобритания)
«Съезд танцоров» (The Congress Dancer, США)
«Зверобой» (The Deerslayer, США)
«Враг под нами» (The Enemy Below, США)
«Хорошие спутники» (The Good Companions, Великобритания)
«История Хелен Морган» (The Helen Morgan Story, США)
«Наёмники» (The Hired Gun, США)
«Собор Парижской Богоматери» (The Hunchback of Notre Dame, Франция, Италия)
«Неизвестная земля» (The Land Unknown, США)
«Живой идол» (The Living Idol, США)
«Полуночная история» (The Midnight Story, США)
«Жена Миллера» (The Miller’s Wife, Италия)
«Я из Оклахомы» (The Oklahoman, США)
«На берегу реки» (The River’s Edge, США)
«Седьмой грех» (The Seventh Sin, США)
«Корабль отправляется» (The Ship Was Loaded, Великобритания)
«Дух Сент-Луиса» (The Spirit of St. Louis, США)
«И восходит солнце» (The Sun Also Rises, США)
«Высокий незнакомец» (The Tall Stranger, США)
«Потрёпанный костюм» (The Tattered Dress, США)
«Три лица Евы» (The Three Faces of Eve, США)
«Правда про Джесси Джеймса» (The True Story of Jesse James, США)
«Винтаж» (The Vintage, США)
«Путь к золоту» (The Way to the Gold, США)
«Упрямый автобус» (The Wayward Bus, США)
«Вот будет ночка!» (This Could Be the Night, США)
«Трое смелых» (Three Brave Men, США)
«Записка мёртвого жокея» (Tip on a Dead Jockey, США)
«Пока они в море» (Until They Sail, США)
«Как охотиться на рокеров» (Will Success Spoil Rock Hunter?, США)
«Зарак» (Zarak, США)
- Чёрно-белые фильмы системы «Регалскоп»:

«Воин Апачей» (Apache Warrior, США)
«Возвращение с того света» (Back From the Dead, США)
«Бесплодные земли Монтаны» (Badlands of Montana, США)
«Медный небосвод» (Copper Sky, США)
«Ныряльщик за призраком» (Ghost Diver, США)
«Бог со мной заодно» (God Is My Partner, США)
«Остров дьявола» (Hell on Devil’s Island)
«Кронос» (Kronos США)
«Притяжение болот» (Lure of the Swamp)
«Путь воровства» (Plunder Road, США)
«Жестокая миля» (Ride a Violent Mile)
«Дитя рокабилли» (Rockabilly Baby)
«Она — дьявол!» (She Devil, США)
«Похитители» (The Abductors, США)
«Молчаливый пистолет» (The Quiet Gun)
«Оседлавшие шторм» (The Storm Rider)
«Неизвестный террор» (The Unknown Terror, США)
«Женщины острова Питкэрн» (The Women of Pitcairn Island)
«Под огнём» (Under Fire)
«Молодые и опасные» (Young and Dangerous)
- 1958

«Случайная улыбка» (A Certain Smile, США)
«Ограбить маленький симпатичный банк» (A Nice Little Bank that Should Be Robbed, США)
«Время любить и время умирать» (A Time to Love and a Time to Die, США)
«Свидание с тенью» (Appointment With a Shadow, США)
«Бонжур, Тристесс!» (Bonjour Tristesse, США, Великобритания)
«Бич» (Bullwhip)
«Скотская империя» (Cattle Empire США)
«Стрелок Кол Янгер» (Cole Younger Gunfighter США)
«Досчитай до пяти и умри» (Count Five and Die, Великобритания)
«День плохого человека» (Day of the Bad Man)
«Прилив» (Flood Tide)
«Разгром крепости» (Fort Massacre, США)
«Франкенштейн-1970» (Frankenstein 1970, США)
«Фройляйн» (Fraulein, США)
«В Техас из ада» (From Hell to Texas, США)
«Жижи» (Gigi, США)
«Стрелок приближается» (Gunman’s Walk, США)
«Дым из ствола» (Gunsmoke in Tucson)
«Гарри Блэк» (Harry Black and the Tiger, Великобритания)
«Тайны средней школы» (High School Confidential!, США)
«Я обвиняю!» (I Accuse!, Великобритания)
«Генеральная репетиция» (Imitation General, США)
«Любовь и война» (In Love and War, США)
«Намерение убить» (Intent to Kill, Великобритания)
«Кэти О.» (Kathy O)
«Мадемуазель Пигаль» (Mam’Zelle Pigalle, Франция)
«Человек из божественной страны» (Man from God’s Country)
«Человек с Запада» (Man of the West, США)
«Вторник на Масленицу» (Mardi Gras, США)
«Весёлый Эндрю» (Merry Andrew, США)
«Деньги, женщины и стволы» (Money Women and Guns, США)
«Венеция без Солнца» (No Sun in Venice, Франция, Италия)
«Прошлая лошадь» (Once Upon A Horse)
«Пересечь Орегон» (Oregon Passage)
«Ветреная» (Party Girl, США)
«Квантрильские партизаны» (Quantrill’s Raiders)
«Королева Космоса» (Queen of Outer Space, США)
«Мужчинам собраться у флага!» (Rally 'Round the Flag Boys!, США)
«Влажный ветер Эдема» (Raw Wind in Eden, США)
«Строптивой тропой» (Ride a Crooked Trail, США)
«Ордер на убийство» (RX Murder)
«Оседлать ветер» (Saddle The Wind, США)
«Сьерра-барон» (Sierra Baron, США)
«Пой, мальчик, пой!» (Sing Boy Sing, США)
«Ружьё мечты» (Smiley Gets a Gun, США, Великобритания)
«Танковая мощь» (Tank Force)
«Десятый Фредерик» (Ten North Frederick, США)
«Бесплодные земли» (The Badlanders, США)
«Варвар и гейша» (The Barbarian and the Geisha, США)
«Бравадос» (The Bravados, США)
«Злодей идёт на Запад» (The Fiend Who Walked the West, США)
«Муха» (The Fly, США)
«Дары любви» (The Gift of Love, США)
«Дорогая любовь» (The High Cost of Loving, США)
«Охотники» (The Hunters, США)
«Отель шестого счастья» (The Inn of the Sixth Happiness, США)
«Ключ» (The Key, Великобритания)
«Девушки выбирают лётчиков» (The Lady Takes a Flyer, США)
«Последний быстрый стрелок» (The Last of the Fast Guns)
«Последний рай» (The Last Paradise)
«Закон и Джейк Уэйд» (The Law and Jake Wade, США)
«Долгое жаркое лето» (The Long Hot Summer, США)
«Человек внутри» (The Man Inside, Великобритания)
«Голая земля» (The Naked Earth)
«Ночные небеса» (The Night Heaven Fell, Франция, Италия)
«Идеальный отпуск» (The Perfect Furlough, США)
«Дебютантка поневоле» (The Reluctant Debutante, США)
«Корни неба» (The Roots of Heaven, США)
«Сказание Хэмпа Брауна» (The Saga Of Hemp Brown)
«Пастух» (The Sheepman, США)
«Запятнанные ангелы» (The Tarnished Angels, США)
«Тоннель любви» (The Tunnel of Love, США)
«Молодые львы» (The Young Lions)
«Это счастливое чувство» (This Happy Feeling)
«Гром истребителей» (Thundering Jets)
«Торпеды на воду!» (Torpedo Run, США)
«Тоска» (Tosca)
«Подводный боец» (Underwater Warrior, США)
«Вилла!» (Villa!!)
«Голос из зеркала» (Voice in the Mirror)
«Вольное наследие» (Wild Heritage)
- Чёрно-белые фильмы системы «Регалскоп»:

«Засада на перевале Симаррон» (Ambush At Cimarron Pass, США)
«Окровавленная стрела» (Blood Arrow)
«Пустынный ад» (Desert Hell)
«Побег от красного камня» (Escape from Red Rock)
«Границы в огне» (Flaming Frontier, США)
«Граница на прицеле» (Frontier Gun)
«Разборки» (Gang War)
«Ши Демонс» (She Demons)
«Развязка в Бут-Хилле» (Showdown At Boot Hill)
«Хозяин Космоса» (Space Master X-7, США)
«Собака-волк» (Wolf Dog)
- 1959

«Фламандский пёс» (A Dog of Flanders, США)
«Личное дело» (A Private’s Affair, США)
«Спроси любую девушку» (Ask Any Girl, США)
«Влюблённый изменник» (Beloved Infidel, США)
«Чёрный Орфей» (Black Orpheus, Франция, Италия, Бразилия)
«Джинса» (Blue Denim, США)
«Боббикинс» (Bobbikins, Великобритания)
«Насилие» (Compulsion, США)
«Сосчитай свои благословения» (Count Your Blessings, США)
«На краю бездны» (Edge of Eternity, США)
«Эскорт на Запад» (Escort West, США)
«Паром на Гонконг» (Ferry to Hong Kong, Великобритания)
«Пять врат ада» (Five Gates to Hell)
«Гиджет» (Gidget, США)
«Праздник для любовников» (Holiday for Lovers, США)
«Ужасы чёрного музея» (Horrors of the Black Museum, Великобритания)
«Гончая» (Hound-Dog Man, США)
«Я — гангстер» (I Mobster, США)
«Идол на параде» (Idol on Parade, Великобритания)
«Это случилось с Джейн» (It Happened to Jane, США)
«Всё началось с поцелуя» (It Started with a Kiss, США)
«Путешествие к центру Земли» (Journey to the Center of the Earth, США)
«Кику и Исаму» (Kiku and Isamu)
«Король диких жеребцов» (King of the Wild Stallions)
«Не воруй по мелочи!» (Never Steal Anything Small)
«Луна в первой четверти» (Night of the Quarter Moon, США)
«Безымянная пуля» (No Name on the Bullet, США)
«Граница на Северо-Западе» (Northwest Frontier, Великобритания)
«Постельные разговоры» (Pillow Talk, США)
«Возвращение мухи» (Return of the Fly, США)
«Одиночная езда» (Ride Lonesome, США)
«Скажи только мне» (Say One For Me, США)
«Кто-то прибежал» (Some Came Running, США)
«Сын Робин-Гуда» (The Son of Robin Hood, США)
«Незнакомец в моих объятиях» (A Stranger in My Arms)
«Таманго» (Tamango, Франция, Италия)
«Люди-аллигаторы» (The Alligator People, США)
«Бандит из Жобэ» (The Bandit of Zhobe, Великобритания)
«Поколение битников» (The Beat Generation, США)
«Лучше не бывает» (The Best of Everything, США)
«Большой оператор» (The Big Operator, США)
«Голубой ангел» (The Blue Angel, США)
«Дневник Анны Франк» (The Diary of Anne Frank, США)
«Стрельба в Додж-Сити» (The Gunfight at Dodge City, США)
«Дом интриганов» (The House of Intrigue)
«Человек, который понял женщину» (The Man Who Understood Women, США)
«Парная игра» (The Mating Game, США)
«Горное чудо» (The Miracle of the Hills)
«Моряк Ларк» (The Navy Lark, Великобритания)
«Орегонский путь» (The Oregon Trail, США)
«Замечательный мистер Пеннипекер» (The Remarkable Mr. Pennypacker, США)
«Беспокойные годы» (The Restless Years, США)
«Печальная лошадь» (The Sad Horse)
«Шериф со сломанной челюстью» (The Sheriff of Fractured Jaw, США, Великобритания)
«Гром и ярость» (The Sound and the Fury, США)
«История на обложке» (The Story on Page One, США)
«Горничная портного» (The Tailor’s Maid, Италия)
«Дикий и невинная» (The Wild and the Innocent, США)
«Тысячи гор» (These Thousand Hills, США)
«Это моя земля» (This Earth Is Mine, США)
«Чернокнижник» (Warlock, США)
«Одержимая» (Woman Obsessed, США)
- Чёрно-белые фильмы системы «Регалскоп»:

«Путь через Аляску» (Alaska Passage, США)
«Кровь и сталь» (Blood and Steel)
«Реактивная авиация» (Here Come the Jets)
«Одинокий техасец» (Lone Texan, США)
«Маленький дикарь» (The Little Savage, США)
- 1960

«13 бойцов» (13 Fighting Men)
«Бабетта идёт на войну» (Babette Goes to War, Франция)
«Трещина в зеркале» (Crack in the Mirror, США)
«Запылённые желания» (Desire In the Dust, США)
«Динозавры!» (Dinosaurus!, США)
«Эстер и король» (Esther and the King, США, Италия)
«Пылающая звезда» (Flaming Star, США)
«Ради Бога» (For the Love of Mike, США)
«Веснушки» (Freckles, США)
«Терраса» (From the Terrace, США)
«Пора» (High Time, США)
«Падение дома Ашеров» (The Fall of the House of Usher, США)
«Лодка джаза» (Jazz Boat, Великобритания)
«Убийцы с Килиманджаро» (Killers of Kilimanjaro, Великобритания)
«Займёмся любовью!» (Let’s Make Love, США)
«Хозяева джунглей Конго» (Masters of the Congo Jungle)
«Триумф Михаила Строгова» (Michael Strogoff, Франция, Италия)
«Корпорация убийств» (Murder Inc., США)
«Природный рай» (Nature’s Paradise)
«К северу от Аляски» (North to Alaska, США)
«Одной ногой в аду» (One Foot in Hell, США)
«Наш человек в Гаване» (Our Man In Havana, Великобритания)
«Сентябрьский шторм» (September Storm (3-D), США)
«Семеро жуликов» (Seven Thieves, США)
«Потопить „Бисмарк“» (Sink the Bismarck!, Великобритания)
«Тихая песня» (Soft Singing)
«Нескончаемая песня» (Song Without End, США)
«Сыновья и любовники» (Sons and Lovers, Великобритания)
«Тэсс из страны бурь» (Tess of the Storm Country, США)
«Затерянный мир» (The Lost World, США)
«Любовницы Геркулеса» (The Loves of Hercules, Франция, Италия)
«Свадебный круговорот» (The Marriage-Go-Round)
«Миллионерша» (The Millionairess, Великобритания)
«Защитники королевы» (The Queen’s Guards, Великобритания)
«Регаты Сан-Франциско» (The Regattas of San Francisco)
«Новичок» (The Rookie, США)
«Тайна пурпурного рифа» (The Secret of the Purple Reef, США)
«История Руфи» (The Story of Ruth, США)
«Третий голос» (The Third Voice, США)
«Багдадский кудесник» (The Wizard Of Baghdad, США)
«12 часов до убийства» (Twelve Hours to Kill, США)
«Пока ад не замёрзнет» (Until Hell Is Frozen)
«Долина Редвудз» (Valley of the Redwoods)
«Разбуди, когда всё кончится» (Wake Me When It’s Over)
«Гордая походка» (Walk Tall)
«Дикая река» (Wild River, США)
«Молодой Джесси Джеймс» (Young Jesse James)
- 1961

«20 000 глаз» (20000 Eyes)
«Сон в летнюю ночь» (A Midsummer Night’s Dream, Великобритания)
«Аврал» (All Hands on Deck, США)
«Кровавый берег» (Battle at Bloody Beach, США)
«В круге лжи» (A Circle of Deception, Великобритания)
«Воин пустыни» (Desert Warrior)
«Пламя на улицах» (Flame in the Streets, Великобритания)
«Франциск Ассизский» (Francis of Assisi, США)
«В этот мир приходят голыми» (Go Naked in the World, США)
«Пастушок из Царствия Его» (Little Shepherd of Kingdom Come, США)
«Вперёд, морпехи!» (Marines Let’s Go, США)
«Мисти» (Misty, США)
«Пират Морган» (Morgan the Pirate, Франция, Италия)
«Не люблю Джонни» (No Love For Johnnie, Великобритания)
«Пираты Тортуга» (Pirates of Tortuga, США)
«Возвращение на Пейтон Плейс» (Return to Peyton Place, США)
«Святилище» (Sanctuary, США)
«Семь адских женщин» (Seven Women From Hell, США)
«Стержень снайпера» (Sniper’s Ridge, США)
«Белоснежка и три марионетки» (Snow White And The Three Stooges, США)
«Меч завоевателя» (Sword of the Conqueror)
«Большой Гэмбл» (The Big Gamble, США)
«Большое шоу» (The Big Show, США)
«Канадцы» (The Canadians, Канада, Великобритания)
«Команчерос» (The Comancheros, США)
«Яростное сердце» (The Fiercest Heart, США)
«Великая война» (The Great War, Франция, Италия)
«Пушки острова Наварон» (The Guns of Navarone, США, Великобритания)
«Мошенник» (The Hustler, США)
«Важный человек» (The Important Man, Мексика)
«Невинные» (The Innocents, США, Великобритания)
«Длинная верёвка» (The Long Rope, Великобритания)
«Метка» (The Mark, Великобритания)
«Розовые холмы» (The Purple Hills)
«Правильный подход» (The Right Approach, США)
«Второй круг» (The Second Time Around, США)
«Тихий зов» (The Silent Call)
«Багдадский вор» (The Thief of Baghdad, США, Италия)
«Два медвежонка» (The Two Little Bears)
«Воинственная императрица» (The Warrior Empress)
«Женщины острова дьявола» (The Women of Devil’s Island)
«Чудеса Аладдина» (The Wonders of Aladdin, США, Италия, Франция)
«Молодой» (The Young Ones, Великобритания)
«Путешествие по морскому дну» (Voyage to the Bottom of the Sea, США)
«Дикарь» (Wild in the Country, США)
- 1962

«Воздушный патруль» (Air Patrol)
«Холостяцкая квартира» (Bachelor Flat, США)
«Билли Бадд» (Billy Budd, Великобритания)
«Дерзкий чёрт!» (Damn the Defiant!, Великобритания)
«Пять недель на шаре» (Five Weeks in a Balloon, США)
«Рука смерти» (Hand of Death)
«Приключения молодого Хемингуэя» (Hemingway’s Adventures of a Young Man, США)
«Люблю я деньги!» (I Like Money)
«Спасибо дураку» (I Thank a Fool, Великобритания)
«Это было в Афинах» (It Happened in Athens, США, Греция)
«Жизнь — это цирк» (Life Is a Circus, Великобритания)
«Инспектор» (Lisa США, Великобритания)
«Мэдисон-авеню» (Madison Avenue, США)
«Мародёры Мерилла» (Merrill’s Marauders, США)
«Мистер Хоббс в отпуске» (Mr. Hobbs Takes a Vacation, США)
«Хозяйка Нерона» (Nero’s Mistress, Италия)
«Паника нулевого года» (Panic in Year Zero, США)
«Понтий Пилат» (Pontius Pilate, Италия, Франция)
«Сокровище Роммеля» (Rommel’s Treasure)
«Сатана никогда не спит» (Satan Never Sleeps, США)
«Семь морей до Кале» (Seven Seas to Calais, США)
«Ярмарка» (State Fair, США)
«Летние каникулы» (Summer Holiday, Великобритания)
Сладкий «Экстази» (Sweet Ecstacy)
«Одинокий свинг» (Swingin' Along, США)
«Ночь нежна» (Tender Is the Night, США)
«Триста спартанцев» (The 300 Spartans, США)
«Мальчишки» (The Boys)
«Разбитая земля» (The Broken Land, США)
«Кабинет Калигари» (The Cabinet of Caligari США, Великобритания)
«Головешка» (The Firebrand)
«Лев» (The Lion)
«Самый длинный день» (The Longest Day, США)
«Любовники Саламбо» (The Lovers of Salammbo)
«Спасительные выстрелы» (The Savage Guns)
«Певец ещё не песня» (The Singer Not the Song, Великобритания)
«История Иосифа и его братьев» (The Story of Joseph and His Brethren Италия, Югославия)
«Фехтовальщик из Сиены» (The Swordsman of Siena, США)
«Доблестный» (The Valiant, Великобритания)
«Мы в ВМС!» (We Are in the Navy Now)
«Женская охота» (Woman Hunt)
«Хорошо быть молодым!» (Wonderful to be Young!)
«Юные винтовки Техаса» (Young Guns of Texas, США)
- 1963

«80 000 подозреваемых» (80,000 Suspects, Великобритания)
«Сэмми идёт на юг» (A Boy Ten Feet Tall, Великобритания)
«Мелодия из подвала» (Any Number Can Win, Франция)
«Лгун Билли» (Billy Liar, Великобритания)
«Битва титанов» (Duel of the Titans Италия, франция)
«Свет гавани» (Harbor Lights)
«Дом проклятых» (House of the Damned, США)
«Мерилин» (Marilyn, США)
«Подвинься, дорогая!» (Move Over Darling, США)
«Девять часов до Рамы» (Nine Hours to Rama, США, Великобритания)
«Париж, о-ля-ля!» (Paris Ooh-La-La!, Франция)
«Только не сейчас!» (Please Not Now!, Франция)
«Полицейская медсестра» (Police Nurse)
«Богатая девчонка» (Rich Girl)
«Возьми её, она моя» (Take Her She’s Mine, США)
«Тамахайн» (Tamahine, Великобритания)
«Затворники Альтоны» (The Condemned of Altona Италия, Франция)
«День, когда Марс напал на Землю» (The Day Mars Invaded Earth, США)
«День триффидов» (The Day of the Triffids, Великобритания)
«Раб» (The Slave, США)
«Стриптизёрша» (The Stripper, США)
«Странные любовники» (The Weird Love Makers)
«Проклятие ведьмы» (The Witch’s Curse, Италия)
«Жёлтые Канары» (The Yellow Canary, США)
«Грозовой остров» (Thunder Island, США)
«Путешествие до конца Вселенной» (Voyage to the End of the Universe, Чехословакия)
- 1964

«В одиночку через океан» (Alone on the Pacific, Япония)
«Преступление» (And Suddenly It’s Murder!, Италия)
«Залив ангелов» (Bay of the Angels, Франция)
«Судьба — это ловец» (Fate is the Hunter, США)
«Золото Цезарей» (Gold for the Caesars)
«Гудбай, Чарли!» (Goodbye Charlie, США)
«Бойцы Каса-Гранде» (Gunfighters of Casa Grande, США, Испания)
«Винтовки Батази» (Guns At Batasi, Великобритания)
«Джон Голдфарб, возвращайся!» (John Goldfarb Please Come Home, США)
«Супчик» (La Bonne Soupe, Франция, Италия)
«Лимонадный Джо» (Lemonade Joe, Чехословакия)
«Человек в середине» (Man in the Middle, США)
«Семь дней. Семь ночей» (Moderato Cantabile, Франция)
«Рио Кончос» (Rio Conchos, США)
«Шоковая терапия» (Shock Treatment, США)
«Снимай одежду и живи» (Take Off Your Clothes and Live)
«Искатели удовольствий» (The Pleasure Seekers, США)
«Сын капитана Блада» (The Son of Captain Blood)
«Третий секрет» (The Third Secret, Великобритания)
«Визит» (The Visit США, Франция, ФРГ, Италия)
«Путь наверх» (What a Way to Go!, США)
«Зачем беспокоиться?» (Why Bother to Knock)
- 1965

«Ветер Ямайки» (A High Wind in Jamaica, Великобритания)
«Проклятый полёт» (Curse of the Fly, Великобритания)
«Дорогая Бриджит» (Dear Brigitte, США)
«Дингака» (Dingaka США, Швеция, ФРГ, Финляндия)
«Не беспокоить» (Do Not Disturb, США)
«Друг семьи» (Friend of the Family)
«Сто тысяч долларов на солнце» (Greed in the Sun Франция, Италия)
«Экстаз» (Rapture)
«Разбойник из Кандагара» (The Brigand of Kandahar, Великобритания)
«Большая резня» (The Great Sioux Massacre)
«Часы любви» (The Hours of Love)
«Кожаные мальчики» (The Leather Boys, Великобритания)
«Вознаграждение» (The Reward, США)
«Убийца в спальном вагоне» (The Sleeping Car Murder, Франция)
«Три недели любви» (Three Weeks of Love)
«Олимпиада в Токио» (Tokyo Olympiad, Япония)
«Прочь от берега» (Up From The Beach, США, Франция)
«Поезд Фон Райена» (Von Ryan’s Express, США)
«Дикий дикий мир» (Wild Wild World, США)
- 1966

«90 градусов в тени» (90 Degrees in the Shade)
«Девушка в центре» (Center Girl, США)
«Мокрицы» (Cloportes, Франция)
«Эль Греко» (El Greco, Италия)
«Фантастическое путешествие» (Fantastic Voyage, США)
«Наш человек Флинт» (Our Man Flint, США)
«Распутин» (Rasputin — The Mad Monk, США)
«Секретный агент Супердракон» (Secret Agent Super Dragon, Италия)
«Сын стрелка» (Son of a Gunfighter)
«Дилижанс» (Stagecoach)
«Красота в джунглях» (The Beauty Jungle, Великобритания)
«Голубой Макс» (The Blue Max, США)
«Монголы» (The Mongols)
«Узкие юбки удовольствий» (Tight Skirts Loose Pleasures)
«Вьетнам в смятении» (Vietnam in Turmoil, США)
«Открытый космос» (Way Way Out, США)
- 1967

«Каприз» (Caprice, США)
«Как Флинт» (In Like Flint, США)
«Проституция» (Prostitution)
«Магия секса» (Sexy Magico, Италия)
«Человек, который умер» (The Man Who Finally Died, Великобритания)
- 1997

«Анастасия» (Anastasia, США)

### Panavision
Фильмы, снятые на 35-мм киноплёнке в анаморфированном формате «Панавижн» с соотношением сторон 2,35:1. От системы «Синемаскоп» этот формат отличает только бренд использованных объективов Panavision. В отечественный прокат выходили как в полностью совместимом широкоэкранном, так и в широкоформатном (с увеличением) вариантах. На видеорелизах могли выпускаться в обрезанном виде по технике Pan & scan, особенно на VHS. Более поздние выпуски на DVD отображали широкоэкранный кадр полностью по технологии Letterbox.
- «Женская суть» (The Female Animal, 1958)

- 1959

«Зелёные особняки»
«Большой цирк»
«Никогда так мало» (Never so few, США)
«Газебо» (Gazebo, США)
«Крушение Мэри Дэйр»
«Мир, плоть и дьявол»
«Они пришли в Кордуру»
- 1960

«Молодые каннибалы»
«Пепе»
«Пожалуйста, не ешьте маргаритки!»
«Приключения Гекльбери Финна»
The Subterraneans
«Дурацкий корабль»
«Звонят колокола»
«Баттерфилд, 8»
«Цимаррон»
«Дом на холме»
«Ключевой свидетель»
«Незнакомцы»
«Где мальчишки?»
- 1961

«Гром барабанов»
«Ада»
«Бакалавр в раю»
«Когда приходит сентябрь»
Cry For Happy
The Honeymoon Machine
«Две любви»
- 1962

«Скачи по высокогорью»
«Сладкоголосая птица юности»
«Тарзан едет в Индию»
«Четыре всадника Апокалипсиса»
- «Большая прогулка»[49] (Франция, Великобритания 1966)
- «Взломщики» (Франция, Италия 1971)
- «Западный мир» (США, 1973)
- «Он начинает сердиться»[50] (Франция, 1974)
- «Не упускай из виду» (Франция, ФРГ 1975)
- «Три дня Кондора» (США, 1975)
- «Челюсти» (США, 1975)
- «Смерть среди айсбергов» (США, 1976)
- «Звёздные войны. Эпизод IV: Новая надежда» (Кроме спецэффектов. США, 1977)
- «Чудовище» (Франция, 1977)
- «Охотник на оленей» (США, Великобритания 1978)
- «Челюсти 2» (США, 1978)
- «Тысяча девятьсот сорок первый» (США, 1979)
- «Чужой»[51] (США, Великобритания 1979)
- «Звёздные войны. Эпизод V: Империя наносит ответный удар»[52] (Кроме спецэффектов США, 1980)
- «Последний отсчёт» (США, 1980)
- «Индиана Джонс: В поисках утраченного ковчега» (США, 1981)
- «Тутси» (США, 1982)
- «Банзай!» (Франция, 1983)
- «Кристина» (США, 1983)
- «Индиана Джонс и храм судьбы» (США, 1984)
- «Роман с камнем» (США, Мексика 1984)
- «Рэмбо: Первая кровь 2» (США, 1985)
- «Данди по прозвищу „Крокодил“» (США, Австралия 1986)
- «Короткое замыкание» (США, 1986)
- «Крепкий орешек»[53] (США, 1988)
- «Налево от лифта» (Франция, 1988)
- «Индиана Джонс и последний крестовый поход» (Кроме спецэффектов, США, 1989)
- «Смертельное оружие 2» (США, 1989)
- «Танго и Кэш» (США, 1989)
- «Крепкий орешек 2»[54] (США, 1990)
- «Дорз» (США, 1991)
- «Мыс страха» (США, 1991)
- «Основной инстинкт» (США, Франция 1992)
- «Смертельное оружие 3» (США, 1992)
- «Чужой 3»[55] (США, 1992)
- «Последний киногерой» (США, 1993)
- «Скалолаз» (США, 1993)
- «Криминальное чтиво» (США, 1994)
- «Крепкий орешек 3»[56] (США, 1995)
- «Схватка» (США, 1995)
- «Ромео + Джульетта» (США, 1996)
- «Смерч» (Кроме спецэффектов. США, 1996)
- «Стиратель» (Кроме спецэффектов США, 1996)
- «101 далматинец» (США, 1996)
- «Достучаться до небес» (Германия, 1997)
- «Смертельное оружие 4» (США, 1998)
- «Сибирский цирюльник»[57] (Россия, Франция, Италия, Чехия 1998)
- «Мама» (Россия, 1999)
- «Идеальный шторм» (Кроме спецэффектов США, 2000)
- «Пёрл-Харбор»[58], (Кроме спецэффектов и «кинохроники». США, 2001)
- «Планета Ка-Пэкс» (США, Германия 2001)
- «Сердцеедки» (США, 2001)
- «Солярис» (США, 2002)

### Широкоэкранные (SovScope)
Фильмы советского периода, снятые по широкоэкранной системе SovScope с соотношением сторон 2,35:1. Формат допускал изготовление как цветных, так и чёрно-белых фильмов, в отличие от жёстко регламентированных западных аналогов. Часть тиражей фильмокопий печаталась в оригинальном формате, а часть (за исключением чёрно-белых картин) перепечатывалась с увеличением на широкоформатную киноплёнку 70-мм. Такие фильмокопии предназначались для специализированных широкоформатных кинотеатров и снабжались шестиканальной магнитной фонограммой.
- «Агония» (Мосфильм, 1974)[59]
- «Академик из Аскании» (Мосфильм, 1961)[П 11]
- «Алые паруса» (Мосфильм, 1961)[П 11]
- «Андрей Рублёв» (Мосфильм, 1966)
- «Аты-баты, шли солдаты…» (к/ст им. Довженко, 1976)
- «Баллада о доблестном рыцаре Айвенго» (Мосфильм, 1982)
- «Белый Бим Чёрное Ухо» (к\ст им. Горького, 1976)
- «Большой аттракцион» (Мосфильм, 1974)
- «Братья Карамазовы» (Мосфильм, 1968)
- «Бриллиантовая рука» (Мосфильм, 1968)
- «В едином строю» (Мосфильм, Чаньчуньская киностудия, 1959)[П 11]
- «Вей, ветерок!» (Рижская к\ст, 1973)
- «Верховина, мати моя» (к/ст им. Довженко, 1960)[П 11]
- «Взбунтуйте город, граф!» (т/о «Ермак», 1991)
- «Возвращение „Святого Луки“» (Мосфильм, 1970)
- «Вольный ветер» (Мосфильм, 1961)[П 11]
- «Восемнадцатый год» (Мосфильм, 1957)[П 11]
- «Выбор цели» (Мосфильм, 1974)
- «Горячий снег» (Мосфильм, 1972)
- «Даурия» (Ленфильм, 1971)
- «Две версии одного столкновения» (Одесская к/ст, 1984)
- «Девичья весна» (к/ст им. Горького, 1960)[П 11]
- «Девчата» (Мосфильм, 1961)
- «Дела сердечные» (Мосфильм, 1973)
- «Дикие лебеди» (Союзмультфильм, 1962)[П 11]
- «Доживём до понедельника» (к/ст им. Горького, 1968)
- «Долги наши» (Мосфильм, 1976)
- «Дон Кихот» (Ленфильм, 1957)[П 11]
- «Дорога» (2002)
- «Достояние республики» (к/ст им. Горького, 1971)
- «Жизнь и смерть Фердинанда Люса» (Мосфильм, 1976)
- «Журавль в небе» (Мосфильм, 1977)
- «Заложник» (Таджикфильм, 1983)
- «Звезда экрана» (к/ст им. Горького, 1974)
- «Знамя кузнеца» (Таджикфильм, 1961)[П 11]
- «Илья Муромец» (Мосфильм, 1956)[П 11]
- «И на Тихом океане…» (Мосфильм, 1973)
- «Истоки» (к\ст им. Горького, 1973)
- «Карпаты, Карпаты…» («Дума о Ковпаке», 3 часть, к/ст им. Довженко, 1976)
- «Князь Игорь» (Ленфильм, 1969)
- «Командир счастливой „Щуки“» (Мосфильм, 1972)
- «Комитет 19-ти» (Мосфильм, 1971)
- «Красные дипкурьеры» (Одесская к/ст, 1977)
- «Крах» (Мосфильм, 1968)
- «Крушение империи» (Беларусьфильм, 1970)
- «Курьер» (Мосфильм, 1986)
- «Лаутары» (Молдова-филм, 1971)
- «Легенда о любви» (Узбекфильм — Иглфилмз (Индия), 1984)
- «Любить человека» (к/ст им. Горького, 1972)
- «Любовь земная» (Мосфильм, 1974)
- «Мачеха» (Мосфильм, 1973)
- «Морская тропа» (Грузия фильм, 1962)[П 11]
- «Мурзилка на спутнике» (Союзмультфильм, 1960)[П 11]
- «Начни сначала» (Мосфильм, 1985)
- «Небо со мной» (Мосфильм, 1974)
- «Новые приключения неуловимых» (Мосфильм, 1968)
- «Новые сказки Шахерезады» (Таджикфильм — Ганемфильм (Сирия), 1986)
- «О тех, кого помню и люблю» (Ленфильм, 1973)
- «Океан» (Мосфильм, 1973)
- «Палиастоми» (Грузия фильм, 1963)[П 11]
- «Партизанская искра» (к/ст. им. Довженко, 1957)[П 11]
- «Песни над Днепром» (к/ст. им. Довженко, 1957)[П 11]
- «Последний поезд» (ПиЭФ, 2003)
- «Последняя жертва» (Мосфильм, 1975)
- «Последняя ночь Шахерезады» (Таджикфильм, 1987)
- «Поцелуй Чаниты» (к\ст им. Довженко, 1974)
- «Поэма о море» (Мосфильм, 1958)[П 11]
- «Приваловские миллионы» (Свердловская к/ст, 1972)
- «Приступить к ликвидации» (к/ст им. Горького, 1983)
- «Пришла и говорю» (Мосфильм, 1985)
- «Прощание с Петербургом» (Ленфильм, 1971)
- «Пчёлка» (1993)
- «Республика ШКИД» (Ленфильм, 1966)
- «Рецепт её молодости» (Мосфильм, 1983)
- «Розыгрыш» (Мосфильм, 1976)
- «Рустам и Сухраб» (Таджикфильм, 1971)
- «Самая обаятельная и привлекательная» (Мосфильм, 1985)
- «Сампо» (Мосфильм, Суоми-фильм, 1958)[П 11]
- «Сладкая женщина» (Ленфильм, 1976)
- «Слово для защиты» (Мосфильм, 1976)
- «Соблазн» (Ленфильм, 1987)
- «Солярис» (Мосфильм, 1972)
- «Тайна „Чёрных дроздов“» (Мосфильм, 1983)
- «Трактир на Пятницкой» (Мосфильм, 1977)
- «Тревожное воскресенье» (Мосфильм, 1983)
- «Три плюс два» (к/ст им. Горького, 1963)[П 11]
- «Три тополя на Плющихе» (к/ст им. Горького)
- «Укротители велосипедов» (Таллинфильм, 1963)[П 11]
- «Укрощение огня» (Мосфильм, 1972)
- «Фронт без флангов» (Мосфильм, 1974)
- «Хождение за три моря» (Мосфильм, Найя Сансар, 1958)[П 11]
- «Хозяин тайги» (Мосфильм, 1968)
- «Человек, который закрыл город» (Мосфильм, 1982)
- «Чудак из пятого „Б“» (СССР, 1972)
- «Ягуар» (Мосфильм, 1986)

С распадом СССР и прекращением производства отечественной киноаппаратуры, советский стандарт «Широкий экран» перестал существовать и на его место пришёл западный прототип — «Панавижн-35» и другие варианты системы «Синемаскоп», совпадающие по своим техническим параметрам. Отечественное объединение ЛОМО и компания «Оптика-Элит» выпускают киносъёмочную оптику, позволяющую снимать в иностранных анаморфированных системах, главным образом, «Панавижн» и «J-D-C Scope», совпадающих с отечественной широкоэкранной. Кинотеатры, оснащённые ещё советскими кинопроекторами, демонстрируют широкоэкранные фильмокопии таких фильмов с тем же успехом, как когда-то отпечатанные в формате SovScope.

### Универсальный формат кадра (УФК)
Фильмы советского периода, снятые в отечественном производственном формате УФК с соотношением сторон кадра негатива 1,56:1. Этот формат непригоден для печати совмещённых фильмокопий, поэтому фильмы, снятые по системе УФК не имеют «собственного» соотношения сторон и могли печататься в разных прокатных форматах. Основные тиражи печатались контактным способом в обычном формате с соотношением сторон 1,37:1 и потерей части изображения слева. Многие фильмы вышли в прокат, отпечатанные оптическим способом на широкоформатных копиях с соотношением сторон 2,2:1, и на широкоэкранных 2,35:1. В последнем случае изображение обрезалось сверху и снизу. Также возможна оптическая печать кашетированных фильмокопий с близким соотношением сторон 1,66:1, принятым в СССР. По телевидению такие фильмы демонстрировались во весь экран 4:3. Возможность выбора формата печати позволяла выпускать один и тот же фильм в разных вариантах с разным соотношением сторон кадра фильмокопий, рассчитанных на прокат как в столичных кинотеатрах, так и на кинопередвижках, не оснащённых широкоэкранной проекцией. На видеорелизах такие фильмы могут выпускаться с соотношением сторон, соответствующим использованному видеостандарту: 4:3 или 16:9.
- «Нейлон 100 %» (Мосфильм, 1973)
- «Дочки-матери» (к\ст им. Горького, 1974)
- «Бегство мистера Мак-Кинли» (Мосфильм, 1975)
- «Горожане» (к\ст им. Горького, 1975)
- «Ярослав Домбровский» (Мосфильм — Панорама (ПНР), 1975)
- «Они сражались за Родину» (Мосфильм, 1975)
- «Легенда о Тиле» (Мосфильм, 1976)
- «Сказ про то, как царь Пётр арапа женил» (Мосфильм, 1976)
- «Мимино» (Мосфильм, 1977)
- «Степь» (Мосфильм, 1977)
- «Мой ласковый и нежный зверь» (Мосфильм, 1978)
- «Звезда надежды» (Арменфильм — Мосфильм, 1978)
- «Кентавры» (Мосфильм — Мафильм (ВНР) — Баррандов (ЧССР), 1978)
- «Право первой подписи» (Мосфильм, 1978)
- «Сибириада» (Мосфильм, 1978)
- «Экипаж»" (Мосфильм, 1979)
- «Поэма о крыльях» (Мосфильм — ИКАИК (Куба) — Дефа (ГДР) — Гомон-интернациональ (Франция), 1979)
- «Люди в океане» (Мосфильм, 1980)
- «Тегеран-43» (Мосфильм — Mediterranee Cinema (Франция) — Pro Dis Film (Швейцария), 1980)
- «Особо важное задание» (Мосфильм, 1980)
- «Факты минувшего дня» (Мосфильм, 1981)
- «Через Гоби и Хинган» (Мосфильм — Монголкино (Монголия), 1981)
- «Где-то плачет иволга…» (Мосфильм, 1982)
- «Сказка странствий» (Мосфильм — Баррандов (ЧССР) — Букурешти (СРР), 1982)
- «Случай в квадрате 36-80» (Мосфильм, 1982)
- «Красные колокола» (Мосфильм — Конасите-2 (Мексика) — Видес интернейшнл (Италия), 1982)
- «Анна Павлова» (Мосфильм — Посейдон продакшн лимитед (Великобритания) — Сosmos Film (Франция) — DEFA (ГДР) — ICAIC (Куба), 1983)
- «Берег» (Мосфильм, 1983)
- «Возвращение с орбиты» (к/ст им. Довженко, 1983)
- «Волчья яма» (Киргизфильм, 1983)
- «Лунная радуга» (Мосфильм, 1983)
- «Одиночное плавание» (Мосфильм, 1985)
- «Приключения Квентина Дорварда, стрелка королевской гвардии» (Мосфильм, 1988)
- «Сталинград» (Мосфильм — Уорнер Бразерс (США), при участии Грио Энтертейнмент Групп (США), Баррандов (ЧССР), ДЕФА (ГДР), 1989)

### Технископ
Широкоэкранный кашетированный формат, с шагом кадра в 2 перфорации, рассчитанный на последующее вертикальное оптическое анаморфирование при печати до стандартного широкоэкранного формата фильмокопии. Соотношение сторон кадра такого негатива 2,33:1, обрезаемого при оптической печати фильмокопий до стандартного 2,35:1. В отечественном кинопроизводстве формат не использовался. На сегодняшний день известно более 1200 фильмов, снятых в этом формате, поэтому приведённый список неполный.
Барабаны смерти вдоль реки (1963)
- 1964

«Залив скелетов»
«Проклятие гробницы мумии»
«За пригоршню долларов»
«Робинзон Крузо на Марсе»
- 1965

«Рейдеры Аризоны»
«Дэдвуд-76»
«Дом ужасов доктора Террор»
«Доктор Кто и Далеки»
«На несколько долларов больше»
«Безумный Пьеро»
«Главная передача»
Досье «Ипкресс»
- 1966

«Аппалуза»
«Аризонский кольт»
«Бо Гест»
«Беспощаднее мужчины»
«Мистер Чикен и призрак»
«Хороший, плохой, злой»
«Восстание в Нэшвилле»
«Чмок чмок…Бах бах!»
«Буревестники наступают»
- 1967

«Перестрелка в Эйбилене»
«Тобрук»
- 1968

«Аризонские бушвакеры»
«Контрапункт»
«Однажды на Диком Западе»
«Тайная война Гарри Фригга»
«Тандербёрд-6»
- 1970

«Птица с хрустальным оперением»
«Пять кровавых могил»
«Синяя вода, белая смерть»
«Братство Сатаны»
- 1971

«THX 1138»
«Двойной чёрный топ»
- 1972

«Кровища»
- 1973

«Святая гора»
«Американские граффити»
«Мертвецы»
«Мои друзья» (1975)
«Машина смерти» (1976)
«Последний мир каннибалов» (1977)
«Пчёлы» (1978)
«Зомби 2» (1979)
«Дом на краю кладбища» (1981)
«Седьмые врата ада» (1981)
«Титаник» (1997) (подводные сцены)
«Комната страха» (2002) (сцены с замедленным движением)

### Суперскоп
Кинематографическая система, основанная на съёмке широкоэкранного изображения сферической оптикой на «немой кадр» с последующей печатью части изображения в анаморфированном формате. Первый вариант системы предусматривал соотношение сторон экрана 2:1, тогда как второй — «Суперскоп-235» — привычное синемаскопическое изображение 2,35:1. Впоследствии эта технология трансформировалась в более универсальную «Супер-35».
- 1954

«Вера Круз» (Vera Cruz, США)
- 1955

«Бенгази» (Bengazi, США)
«Пески пустыни» (Desert Sands, США)
«Слава» (Glory, США)
«Тихоокеанская жемчужина» (Pearl of the South Pacific, США)
«Сын Синдбада» (Son of Sinbad, США)
«Партнёр из Теннесси» (Tennessee’s Partner, США)
«Техасская леди» (Texas Lady, США)
«Возвращение Джека Слейда» (The Return of Jack Slade, США)
«Сокровище виллы Панчо» (The Treasure of Pancho Villa, США)
«Подводный мир» (Underwater!, США)
- 1956

«Счастье всех видов» (Bundle of Joy, Superscope-235)
«Вторжение похитителей тел» (Invasion of the Body Snatchers, США)
«Нежно-алый» (Slightly Scarlet, США)
«Дерзкие и смелые» (The Bold and the Brave, США)
«Давай» (The Come On, США)
«День конца света» (Day the World Ended, США)
«Женщина из Оклахомы» (The Oklahoma Woman, США)
«Утро отличного дня» (Great Day in the Morning, США)
«Догнать Солнце» (Run For The Sun, США)
«Три изгоя» (The Three Outlaws, США)
«Оружие» (The Weapon, Великобритания)
«Пока город спит» (While the City Sleeps, США)
- 1957

«Тюремный рок» (Jailhouse Rock Superscope-235)
«Всё, что могу» (All Mine To Give Superscope-235)
«Лётчик» (Jet Pilot Superscope-235)
«Полёт стрелы» (Run Of the Arrow Superscope-235)
«Тарзан и неудачное сафари» (Tarzan and the Lost Safari Superscope-235)
«Измена» (The Unholy Wife Superscope-235)

### Супер-35
Современная широкоэкранная технология «Супер-35», предусматривающая использование сферической оптики для съёмки фильмов с соотношением сторон экрана 2,39:1. Часто этот формат путают с отечественным УФК, что неверно, поскольку размеры кадра негатива этих форматов отличаются. Большинство современных широкоэкранных фильмов стандарта Scope снимаются по такой технологии, однако негатив пригоден для изготовления фильмов с любым соотношением сторон. Фильмы, снятые по системе «Супер-35» могут быть отпечатаны в широкоэкранном, широкоформатном и кашетированном вариантах, а также в формате IMAX после цифровой обработки по технологии IMAX DMR. Также с негатива «Супер-35» могут изготавливаться цифровые фильмы с любым соотношением сторон.
- «Танцевальное сумасшествие» (2,35:1 Великобритания, 1982)
- «Грейстоук: Легенда о Тарзане, повелителе обезьян» (2,35:1 Великобритания 1984)
- «Лучший стрелок» (2,35:1 США, 1986)
- «Полицейская академия 4: Граждане в дозоре» (1,85:1 США, 1987)
- «Полицейская академия 5: Место назначения — Майами-Бич» (1,85:1 США, 1988)
- «Бездна» (2,35:1 США, 1989)
- «Оно» (1,85:1 США, Канада 1990)
- «Терминатор 2»[64] (2,35:1 США, 1991)
- «Пришельцы» (2,35:1 Франция, 1993)
- «Правдивая ложь» (Кроме спецэффектов. США, 1994)
- «Казино»[65] (2,35:1 США, 1995)
- «Странные дни» (США, 1995)
- «Титаник»[62] (Кроме подводных съёмок. США, 1997)
- «Чужой: Воскрешение»[66] (2,35:1 США, Франция 1997)
- «Донни Браско» (2,35:1 США, 1997)
- «Ронин» (2,35:1 США, Великобритания 1998)
- «Красота по-американски» (2,35:1 США, 1999)
- «Корабельные новости» (США, 2001)
- «Чёрный ястреб» (2,35:1 США, 2001)
- «Банды Нью-Йорка» (2,35:1 США, Германия, Великобритания, Нидерланды, Италия 2002)
- «Комната страха» (Кроме замедленных сцен. 2,35:1 США, 2002)
- «Авиатор» (2,35:1 Исходный негатив для оцифровки. США, Германия, Япония 2004)
- «Босиком по мостовой» (2,35:1 Германия 2005)
- «Отступники» (2,35:1 Исходный негатив для оцифровки. США, Гонконг 2006)
- «Крепкий орешек 4.0»[67] (2,35:1 Исходный негатив для оцифровки. США, 2007)
- «Старикам здесь не место» (2,35:1 Исходный негатив для оцифровки. США, 2007)
- «Бумажный солдат» (2,35:1 Исходный негатив для оцифровки. Россия, 2008)

### Виставижн
Формат «Виставижн» разработан в качестве производственного для изготовления кашетированных фильмов. В оригинальном формате с продольным расположением кадра 1,96:1 на 35-мм киноплёнке печатались единичные фильмокопии, главным образом, для премьерных кинопоказов и кинофестивалей. Основная часть прокатных копий печаталась оптическим способом в кашетированных форматах с разным соотношением сторон кадра: 1,48:1, 1,66:1 или 1,85:1. Оригинальное соотношение сторон негатива считается равным 1,52:1. В настоящее время используется для съёмки отдельных комбинированных сцен и оцифровки с высоким разрешением.
- 1954

«Цирк трёх колец» (3 Ring Circus, США)
«Светлое Рождество» (White Christmas, США)
- 1955

«Художники и модели» (Artists and models, США)
«Морской врач» (Doctor at sea, Великобритания)
«Чёртов остров» (Hell’s Island, США)
«Люси Галлант» (Lucy Gallant, США)
«Ричард Третий» (Richard III, Великобритания)
«Укрыться» (Run for Cover, США)
«Саймон и Лаура» (Simon and Laura, Великобритания)
«Стратегическое авиационное управление» (Strategic Air Command, США)
«Часы отчаяния» (The Desperate Hours, США)
«Далёкие горизонты» (The Far Horizons, США)
«Девчачья лихорадка» (The Girl Rush, США)
«Розовое тату» (The Rose Tattoo, США)
«Семь маленьких Фоев» (The Seven Little Foys, США)
«Неприятности с Гарри» (The Trouble With Harry, США)
«Поймать вора» (To Catch A Thief, США)
«Цена и качество» (Value For Money, Великобритания)
«Мы не ангелы» (We’re No Angels, США)
«Моложе некуда» (You’re Never Too Young, США)
- 1956

«Всё движется» (Anything Goes, США)
«Лодки на воду!» (Away All Boats, США)
«Битва у Ла-Платы» (Battle of the River Plate, Великобритания)
«Высшее общество» (High Society, США)
«Голливуд или бюст» (Hollywood or Bust, США)
«ПарДнёры» (Pardners, США)
«Чувство» (That Certain Feeling, США)
«Большие деньги» (The Big Money, Великобритания)
«Птицы и пчёлы» (The Birds and the Bees, США)
«Чёрные палатки» (The Black Tent, Великобритания)
«Шутовской суд» (The Court Jester, США)
«Железная юбка» (The Iron Petticoat, Великобритания)
«Кожа святости» (The Leather Saint, США)
«Человек, который слишком много знал» (The Man Who Knew Too Much, США)
«Гора» (The Mountain, США)
«Гордость и смирение» (The Proud and Profane, США)
«Вызывающий дождь» (The Rainmaker, США)
«Алый час» (The Scarlet Hour, США)
«В поисках Брайди Мёрфи» (The Search for Bridey Murphy, США)
«Искатели» (The Searchers, США)
«Испанский садовник» (The Spanish Gardener, США)
«Десять заповедей» (The Ten Commandments, США)
«Король бродяг» (The Vagabond King, США)
«Трое жестоких» (Three Violent People, США)
«Тройной обман» (House of Secrets, Великобритания)
«Война и мир» (War and Peace, США-Италия)
- 1957

«Крокодил Дейзи» (An Alligator Named Daisy, Великобритания)
«Бо Джеймс» (Beau James, США)
«Доктор по особым поручениям» (Doctor at Large, Великобритания)
«Страх вычёркивает» (Fear Strikes Out, США)
«Забавная мордашка» (Funny Face, США)
«Перестрелка в лагере» (Gunfight at the O.K. Corral, США)
«Слушай хорошенько!» (Hear Me Good, США)
«Любить тебя» (Loving You, США)
«Ночная засада» (Night Ambush, Великобритания)
«Омар Хайям» (Omar Khayyam, США)
«Ярлык в ад» (Short Cut to Hell, США)
«Восхитительный Крайтон» (The Admirable Chrichton, США)
«История Бастера Китона» (The Buster Keaton Story, США)
«Нежный преступник» (The Delicate Delinquent, США)
«Дьявольская шпилька» (The Devil’s Hairpin, США)
«Дикий шутник» (The Joker Is Wild, США)
«Одинокий» (The Lonely Man, США)
«Гордость и страсть» (The Pride and the Passion, США)
«Мешок грусти» (The Sad Sack, США)
«Оловянная звезда» (The Tin Star, США)
«Свобода — это ветер» (Wild Is The Wind, США)
- 1958

«Потом в другом месте» (Another Time — Another Place, США)
«Опасная ссылка» (Dangerous Exile, Великобритания)
«Любовь под вязами» (Desire under the Elms, США)
«Адские водители» (Hell Drivers, Великобритания)
«Жара» (Hot Spell, США)
«Плавучий дом» (Houseboat, США)
«Кинг Креол» (King Creole, США)
«Маракайбо» (Maracaibo, США)
«Катись, детка!» (Rock-a-bye Baby, США)
«Испанская афера» (Spanish Affair, США-Испания)
«Блюз Сен Луиса» (St. Louis Blues, США)
«Любимец учителя» (Teacher’s Pet, США)
«Флибустьер» (The Buccaneer, США)
«Мальчик-гейша» (The Geisha Boy, США)
Сват (The Matchmaker, США)
«Головокружение» (Vertigo, США)
- 1959

«Не для меня» (But Not For Me, США)
«Последний поезд с ружейной горы» (Last Train from Gun Hill, США)
«Лил Абнер» (Li’l Abner, США)
«К северу через северо-запад» (North by Northwest, США)
«Чёрная орхидея» (The Black Orchid, США)
«Пять пенни» (The Five Pennies, США)
«Партизаны» (The Jayhawkers, США)
- '1960-е

«Это началось в Неаполе» (It Started in Naples США, 1960)
«Одноглазые валеты» (One-Eyed Jacks США, 1961)
«Мои шесть любовниц» (My Six Loves США, 1963)

### Technirama/SuperTechnirama70
Фильмы, снятые на киноплёнку 35-мм с продольным расположением большого кадра, но отпечатанные на киноплёнке 70-мм. Размер и расположение кадра негатива аналогично «Виставижн», но в отличие от этой системы, «Технирама» использует при съёмке анаморфирование, увеличивая соотношение сторон экрана до 2,55:1.
- 1957

«Авантюра в Японии» (Escapade In Japan, США)
Утраченная легенда (Legend of the Lost США, Италия)
«Отверженные» (Les Miserables, Франция)
«Ночная переправа» (Night Passage, США)
«Сайонара» (Sayonara, США)
«История в Монте Карло» (The Monte Carlo Story, США, Швеция)
«Это случилось в Риме» (It Happened in Rome, США)
- 1958

«Тётушка Мэйм» (Auntie Mame, США)
«Дэйви» (Davy, Великобритания)
«Анна из Бруклина» (Fast and Sexy, Италия)
«Парижские каникулы» (Paris Holiday, США)
«Большая страна» (The Big Country, США)
«Семь холмов Рима» (The Seven Hills of Rome США, Италия)
«Викинги» (The Vikings, США)
«Трудный возраст» (This Angry Age США, Италия, Франция)
- 1959

«Спящая красавица» (Sleeping Beauty, США)
«Соломон и царица Савская» (Solomon and Sheba, США)
«В первый раз» (For the First Time США, Италия)
«Медовый месяц» (Honeymoon Испания, Великобритания)
«Джон Пол Джонс» (John Paul Jones, США)
«Буря» (Tempest, США)
«Чудо» (The Miracle, Германия)
«Голая Майя» (The Naked Maja США, Италия)
- 1960

«Спартак» (Spartacus, США)
«Спасение младенцев» (The Savage Innocents Италия, Франция, Великобритания)
«Человек с зелёной гвоздикой» (The Man with the Green Carnation)
«Умереть от наслаждения» (Blood and Roses Франция, Италия)
«Зелёная трава» (The Grass Is Greener, США)
- 1961

«Эль Сид» (El Cid США, Италия)
«Царь царей» (King of Kings, США)
«Мой лучший враг» (The Best of Enemies, Италия)
«Карфаген в огне» (Carthage in Flames, Италия)
«Гвардейцы королевы» (The Queen’s Guards, Великобритания)
- 1962

«Варавва» (Barabbas, Италия)
«Чёрные колготки» (Black Tights, Франция)
«Золотая стрела» (The Golden Arrow, США)
«Весь мир за ночь» (World by Night No. 2)
«Цыгане» (Gypsy, США)
«Моя гейша» (My Geisha, США)
«Озорники» (The Hellions, Великобритания)
«Музыкант» (The Music Man, США)
- 1963

«55 дней в Пекине» (55 Days at Peking, США)
«Имперская Венера» (Imperial Venus)
«Леопард» (The Leopard/IL Gattopardo)
«Геркулес и пленницы» (Hercules and the Captive Women Италия, Франция)
«Лафайет» (Lafayette Франция, Италия)
«Мадам» (Madame)
«Розовая пантера» (The Pink Panther США, Великобритания)
- 1964

«Корабли викингов» (The Long Ships Югославия, Великобритания)
«Зулусы» (Zulu, Великобритания)
«Мир — это цирк» (Circus World, США)
- 1965

«Золотая голова» (The Golden Head, Венгрия)
«Будда» (Buddha)
«Корсар» (Le corsaire Испания, Италия)
«Шелларама» (Shellarama)
«Великая стена» (The Great Wall)
- 1967

«Кастер» (Custer of the West, США)
«Путешествие под пустыней» (Journey Beneath the Desert)
- 1968

«Незнакомец Клинт» (Clint the Lonely Nevaden)
- 1985

«Чёрный котёл» (The Black Cauldron, США)

## Киносистемы, основанные на нескольких киноплёнках
Кроме форматов, использующих одну киноплёнку, существуют системы, основанные на использовании трёх и более киноплёнок для создания изображения с большим горизонтальным углом обзора. К таким системам относятся панорамные и кругорамные. Последние дают круговой обзор в 360° и существуют до настоящего времени в качестве киноаттракционов в тематических парках и на выставках.

### Панорамная система Cinerama
Система панорамного кинематографа, использовавшая для съёмки и проекции три киноплёнки с шагом кадра 6 перфораций. Суммарная площадь кадра трёх киноплёнок превосходила любой широкоформатный фильм на 70-мм киноплёнках, уступая только формату IMAX, который и пришёл на замену «Синераме». Соотношение сторон экрана считается равным 2,6:1, что очень неудобно для изготовления видеорелизов. Копий на оптических видеодисках, которые полностью воспроизводят кадр фильмов «Синерамы», очень немного, поскольку их большая часть предусматривает пансканирование. Существует специальная разновидность леттербоксинга, разработанная специально для синерамных фильмов — Smilebox. При этом верхняя и нижняя границы кадра имеют криволинейную форму и расширяются к краям. Несмотря на все ухищрения, полноценный просмотр фильмов «Синерамы» возможен только на сильно изогнутых экранах полукруглой формы. На телеэкране изображение выглядит искажённым, как панорамный фотоснимок в цилиндрической проекции.
- 1952 «This is Cinerama» (док.)
- 1955 «Cinerama Holiday» (док.)
- 1956 «Seven Wonders of the World» (док.)
- 1957 «Search for Paradise» (док.)
- 1958 «South Seas Adventure» (док.)
- 1958 «Windjammer» — (съёмки «Cinemiracle», прокат «Cinerama», док.)
- 1962 «Как был завоёван Запад» (англ. How the West was Won)
- 1962 «The Wonderful Word of the Brothers Grimm»

### Панорамная система «Кинопанорама»
Советская трёхплёночная система, аналогичная «Синераме», но существенно усовершенствованная. Соотношение сторон экрана осталось таким же, как и у западного прототипа — 2,6:1. В СССР было несколько кинотеатров в Москве, Ленинграде, Киеве и других городах, работавших по такой системе и демонстрировавший фильмы с трёх плёнок. Для остальных кинотеатров фильмы перепечатывались в широкоформатных и широкоэкранных вариантах на одной киноплёнке. Видеорелизы фильмов «Кинопанорамы» изготавливались с одноплёночных фильмокопий, воспроизводящих часть полноценного кадра.
- 1958 «Широка страна моя» (ЦСДФ, док.)
- 1958 «Волшебное зеркало» (ЦСДФ, док.)
- 1960 «Час неожиданных путешествий» (док.)
- 1961 «Цирковое представление» (док.)
- 1961 «На Красной площади» (док.)
- 1961 «В Антарктику за китами» (док.)
- 1961 «СССР с открытым сердцем» (ЦСДФ — Мосфильм, фильм-концерт)
- 1961 «Удивительная охота» (Моснаучфильм)
- 1961 «Опасные повороты» (Таллинфильм)
- 1962 «Течёт Волга» (к/ст им. Горького)
- 1963 «Зимние этюды» (к/ст им. Горького, фильм-концерт)
- 1966 «Cinerama’s Russian Adventure» (СССР — США, док)

### Circarama
Американская кругорамная киносистема «Циркарама», основанная на использовании одиннадцати 16-мм обращаемых киноплёнок.
- «Путешествие по Западу» (Tour of the West, 1955)
- «Америка прекрасна» (America the beauty, 1958)

### Кругорамная система «Круговая кинопанорама»
Киносистема, которая по советской классификации относилась к категории «киноаттракционов». О соотношении сторон экрана в данном случае говорить невозможно, так же, как и о полноценном воспроизведении таких фильмов современными видеотехнологиями.

### Circle Vision 360
Дальнейшее развитие «Циркарамы», предусматривающее съёмку на девять 35-мм киноплёнок.
- «Италия-61» (Italia '61 США, Италия 1961)
- «Канада-67» (Canada '67, 1967)
- «Америка прекрасна» (America the beautiful, 1967)
- «Круглый ковёр мира» (Magic Carpet Round the World, 1974)
- «Америка прекрасна» (America the beautiful, 1975)
- «Китайские чудеса» (Wonders of China, 1982)
- «О, Канада!» (O, Canada!, 1982)
- «Французские впечатления» (Impressions de France, 1982)
- «Американские путешествия» (American Journeys, 1984)
- «Канадские портреты» (Portraits of Canada, 1986)
- «Время от времени» (From Time to Time, США, Франция 1992)

### Iwerks 360
Кругорамная киносистема, основанная на девяти 35-мм киноплёнках классического формата. Используется в настоящее время только для короткометражных фильмов, демонстрируемых в тематических парках.
- «Открытки» (Postcards, 1993)
- «Приключения динозавра» (Dinosaur adventure, 1993)
- «Виртуальный отпуск» (Virtual vacations, 1995)
- «Берлинская симфония» (Berlin Symphony, 2000)